# Železniční trať Praha – Česká Třebová
Železniční trať Praha – Česká Třebová je nejvytíženější tratí v Česku. Je součástí I. a III. tranzitního koridoru. Provozovatelem této trati je Správa železnic. Trať je v celé své délce nejméně dvoukolejná a elektrifikovaná. V úseku Praha-Libeň – Poříčany je trojkolejná. Začátkem roku 2025 po trati jezdilo až 430 vlaků za den (v úseku Praha-Běchovice – Český Brod).
V jízdním řádu pro cestující jsou dálkové vlaky zahrnuty do tabulky 001, osobní a spěšné vlaky v úseku Praha–Kolín jsou v jízdním řádu pro cestující vyčleněny do tabulky 011, v úseku Kolín – Česká Třebová pak do tabulky 010 (stav v roce 2024).

## Historie
Trať je nejdůležitější spojnicí Prahy a Čech s Moravou. Byla otevřena roku 1845 jako jedna z prvních na českém území, v 50. letech 20. století elektrizována a na přelomu 21. století modernizována.

### Co vypovídají staré jízdní řády
| rok                                                               | provozovaná trať                | počet vlaků na výjezdu z Prahy                                            |
| ----------------------------------------------------------------- | ------------------------------- | ------------------------------------------------------------------------- |
| 1900                                                              | 2 Praha – Česká Třebová – Vídeň | 4 R, 8 Os (z toho 2 Os do Poříčan)                                        |
| 1921 léto                                                         | 1a Praha – Kolín                | 4 R, 15 Os (z toho 2 Os do Českého Brodu, 2 Os do Poříčan)                |
| 1928/29 zima                                                      | 1a Praha – Kolín                | 5 R, 21 Os (z toho 4 Os do Českého Brodu, 3 Os do Poříčan)                |
| 1937/38 zima                                                      | 1a Praha – Český Brod – Kolín   | 7 R, 25 Os (z toho 1 Os do Úval, 1 Os do Českého Brodu, 5 Os do Poříčan)  |
| 1944/45                                                           | 501a Praha – Český Brod – Kolín | 5 R, 15 Os (z toho 2 Os do Českého Brodu, 1 Os do Poříčan, 3 Os do Peček) |
| 1945/46                                                           | 1a Praha – Český Brod – Kolín   | 6 R, 20 Os (z toho 2 Os do Poříčan, 2 Os do Peček)                        |
| 1959/60                                                           | 1a Praha – Kolín                | 15 R, 17 Os (z toho 1 Os do Českého Brodu, 3 Os do Poříčan)               |
| 1988/89                                                           | 011 Praha – Kolín               | 25 R (z toho 3 R do Poříčan), 29 Os (z toho 1 Os do Poříčan)              |
| 2002/03                                                           | 011 Praha – Kolín               | 29 R, 30 Os (z toho 3 Os do Českého Brodu, 2 Os do Poříčan)               |
| 2012/13                                                           | 011 Praha – Kolín               | 60 Os (z toho 18 Os do Úval, 10 Os do Českého Brodu)                      |
| Vysvětlivky R – rychlík nebo expres, Os – osobní nebo spěšný vlak |                                 |                                                                           |

| rok                                                               | provozovaná trať                              | počet vlaků                                                                                            |
| ----------------------------------------------------------------- | --------------------------------------------- | --- |
| 1900                                                              | 2 Praha – Česká Třebová – Vídeň               | 4 R, 5 Os (1 os Kolín – Choceň)                                                                        |
| 1921 léto                                                         | 1 Praha – Brno – Břeclava – Bratislava – Szob | 7 R, 9 Os                                                                                              |
| 1928/29 zima                                                      | 1 Praha – Brno – Břeclav                      | 9 R, 10 Os                                                                                             |
| 1937/38 zima                                                      | 1 Praha – Brno – Břeclav- Bratislava – Szob   | 13 R, 12 Os (2 Os Kolín – Pardubice)                                                                   |
| 1944/45                                                           | 501 (Praha) – Kolín – Česká Třebová           | 6 R, 8 Os                                                                                              |
| 1945/46                                                           | 1 (Praha) – Kolín – Česká Třebová             | 9 R, 9 Os                                                                                              |
| 1959/60                                                           | 1 (Praha) – Kolín – Česká Třebová             | 14 R, 13 Os (2 Os Kolín – Pardubice)                                                                   |
| 1988/89                                                           | 010 Praha) – Kolín – Česká Třebová            | 21 R + 3 R Pardubice – Česká Třebová Třebová, 16 Os Kolín – Pardubice, 13 Os Pardubice – Česká Třebová |
| 2002/03                                                           | 010 Praha) – Kolín – Česká Třebová            | 32 R + 1 R Pardubice – Česká Třebová, 18 Os Kolín – Pardubice, 15 Os Pardubice – Česká Třebová         |
| 2012/13                                                           | 010 Praha) – Kolín – Česká Třebová            | 75 R, 21 Os                                                                                            |
| Vysvětlivky R – rychlík nebo expres, Os – osobní nebo spěšný vlak |                                               | |

## Důležité železniční uzly
Mezi významné železniční uzly patří Praha hlavní nádraží, Kolín, Pardubice hlavní nádraží, Choceň a Česká Třebová.

## Modernizace
V rámci modernizace je připravována zejména přeložka trati v úseku Choceň – Ústí nad Orlicí. Na napřímeném úseku má být vybudován tunel Hemže (délka 1 157  metrů) a tunel Oucmanice (délka 4 985 metrů) a dva železniční mosty přes údolí Tiché Orlice délky 295 m a 587 m. Oba tunely mají být tvořeny dvěma souběžnými jednokolejnými tubusy. Traťová rychlost zde má být zvýšena ze 70 km/h na 160 km/h a později na 200 km/h. Trať by se měla začít stavět v roce 2026.

## Navazující tratě

### Poříčany
- Železniční trať Poříčany–Nymburk

### Pečky
- Železniční trať Pečky – Bošice – Bečváry/Kouřim

### Kolín
- Železniční trať Kolín–Ledečko
- Železniční trať Kolín – Havlíčkův Brod
- Železniční trať Praha – Lysá nad Labem – Kolín

### Přelouč
- Železniční trať Přelouč–Prachovice

### Pardubice hlavní nádraží
- Železniční trať Pardubice–Liberec
- Železniční trať Pardubice – Havlíčkův Brod

### Moravany
- Železniční trať Chrudim–Borohrádek

### Choceň
- Železniční trať Choceň–Litomyšl
- Železniční trať Velký Osek – Choceň

### Ústí nad Orlicí
- Železniční trať Ústí nad Orlicí – Międzylesie

### Česká Třebová
- Železniční trať Brno – Česká Třebová
- Železniční trať Česká Třebová – Přerov

## Fotogalerie

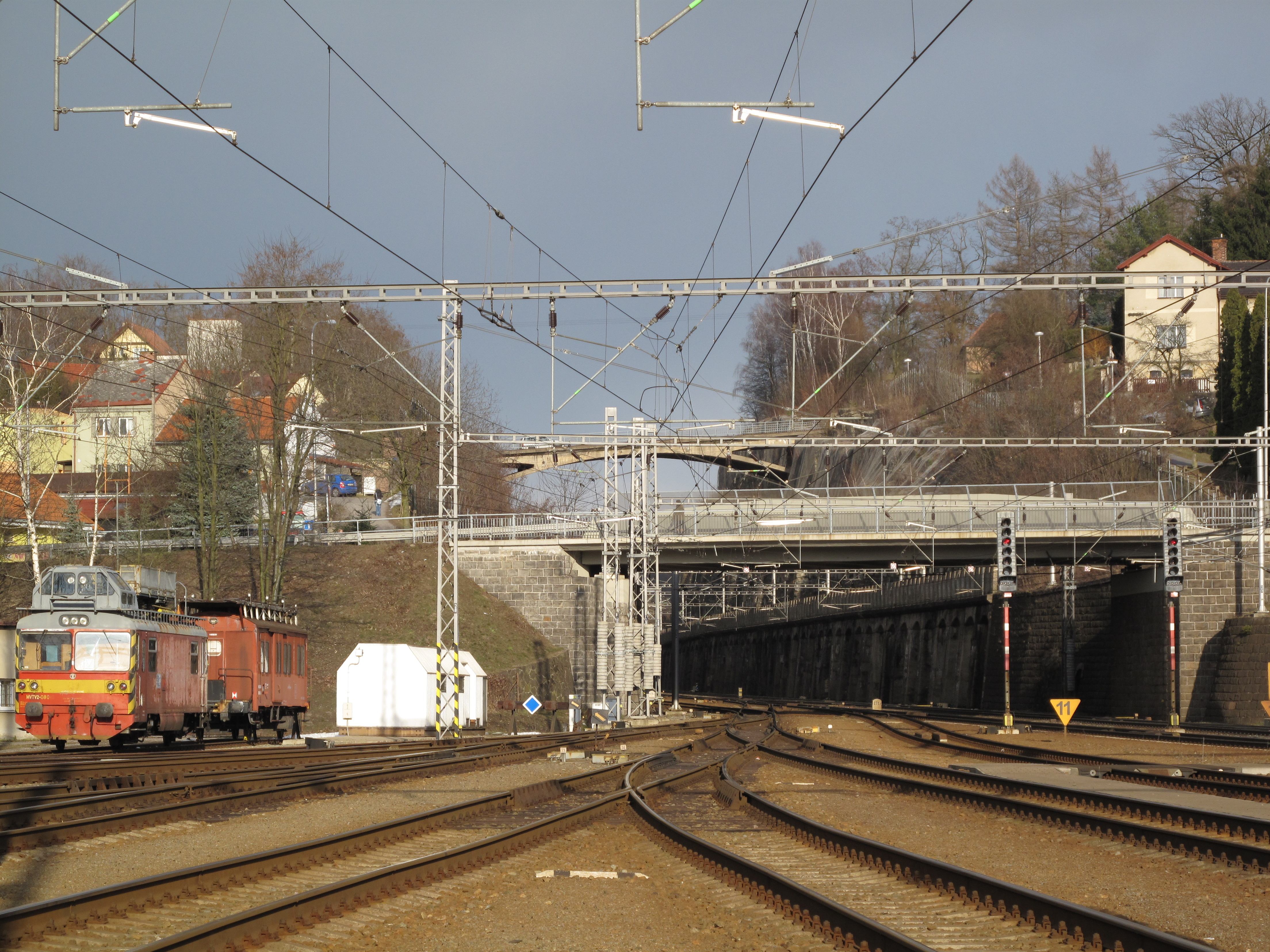
pohled na bývalý Choceňský tunel z kolejiště stanice Choceň
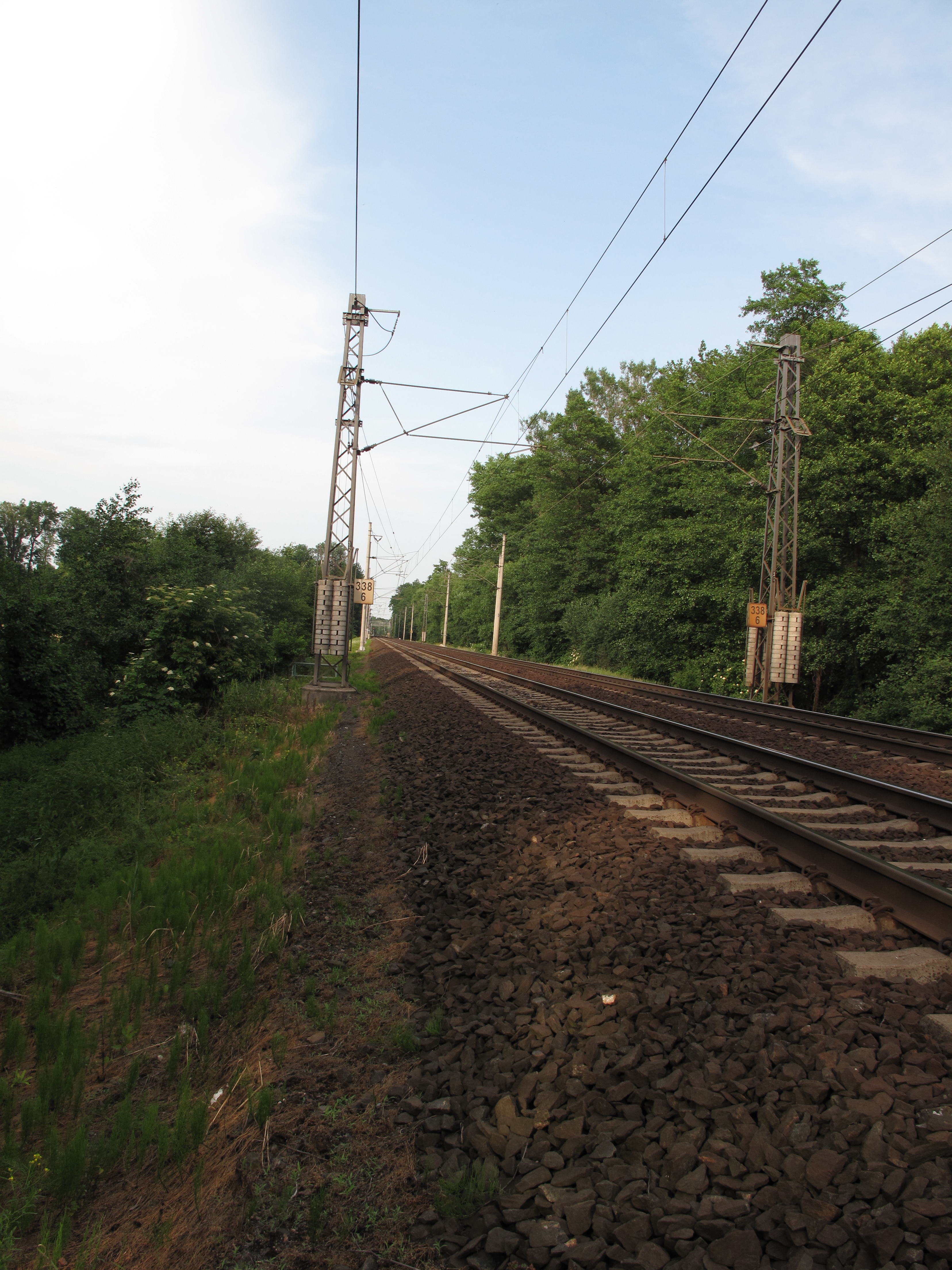
Trať mezi Zábořím nad Labem a Starým Kolínem
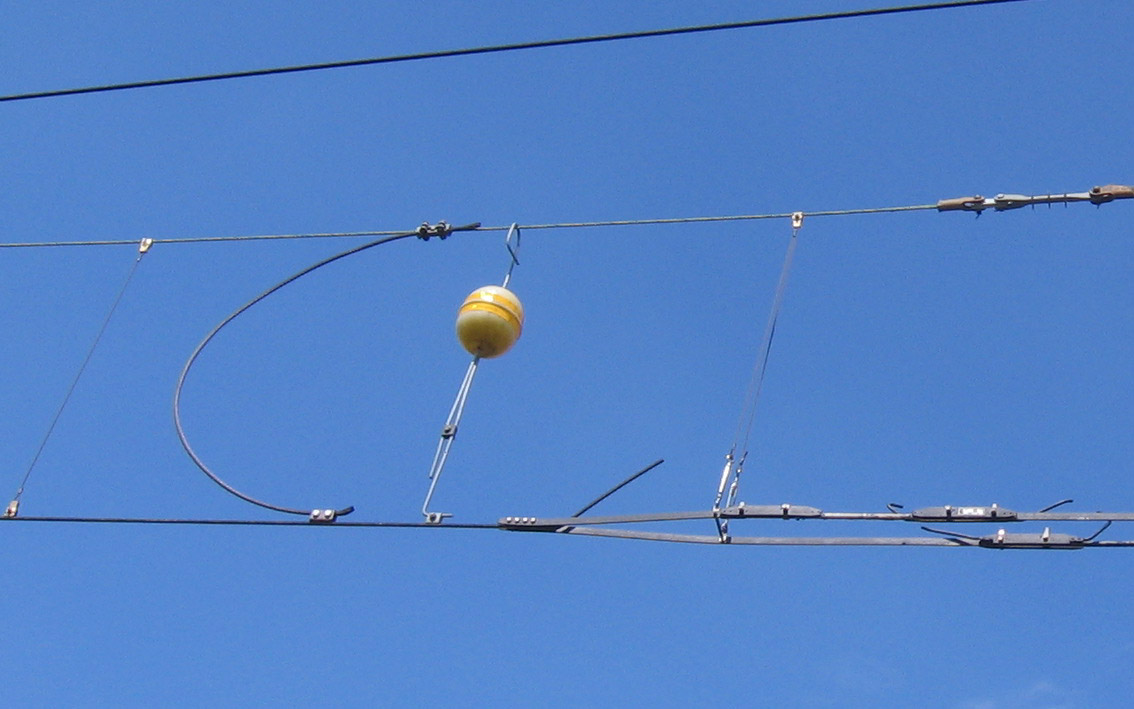
Děličník
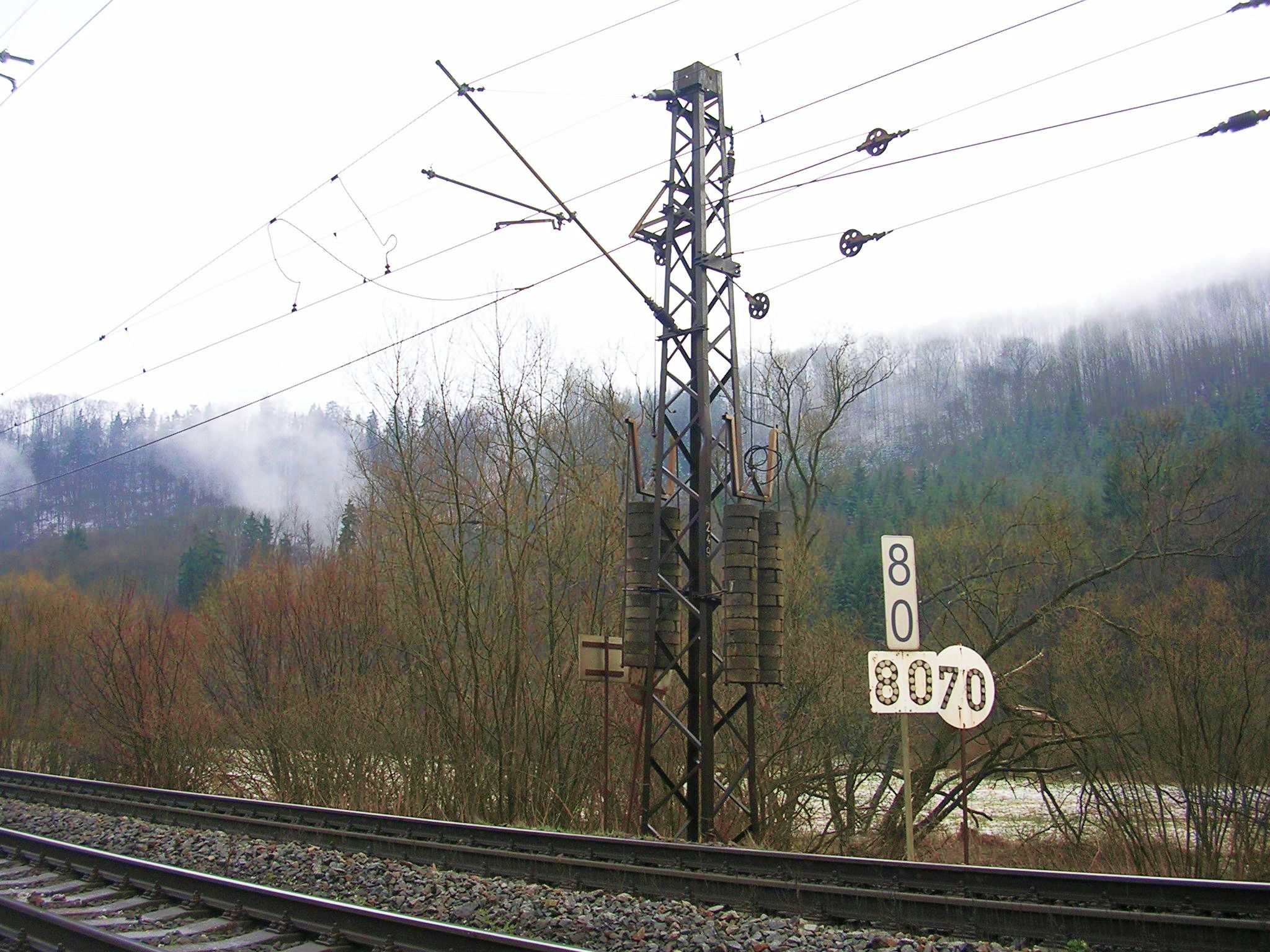
Napínák a rychlostníky
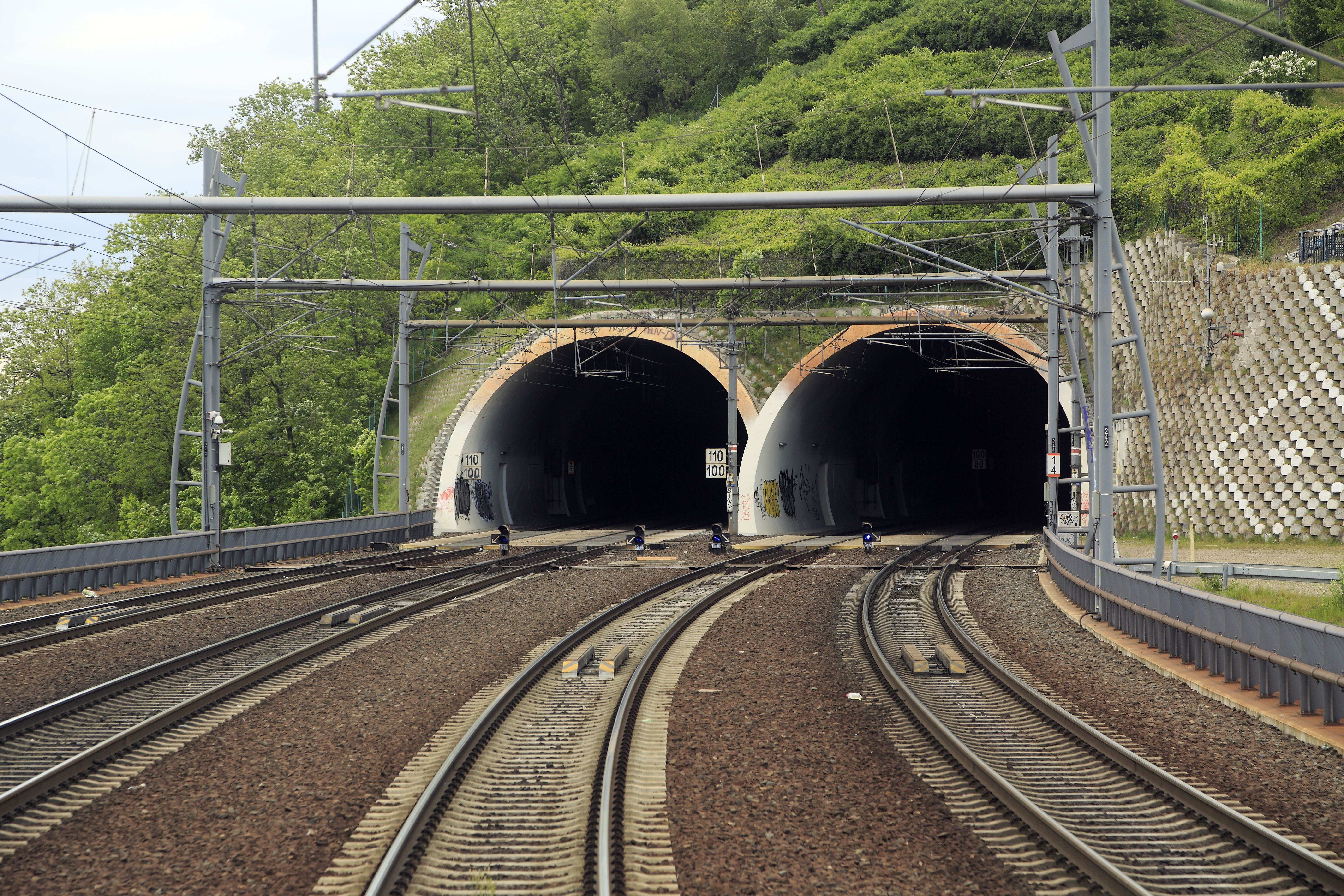
Vítkovský tunel
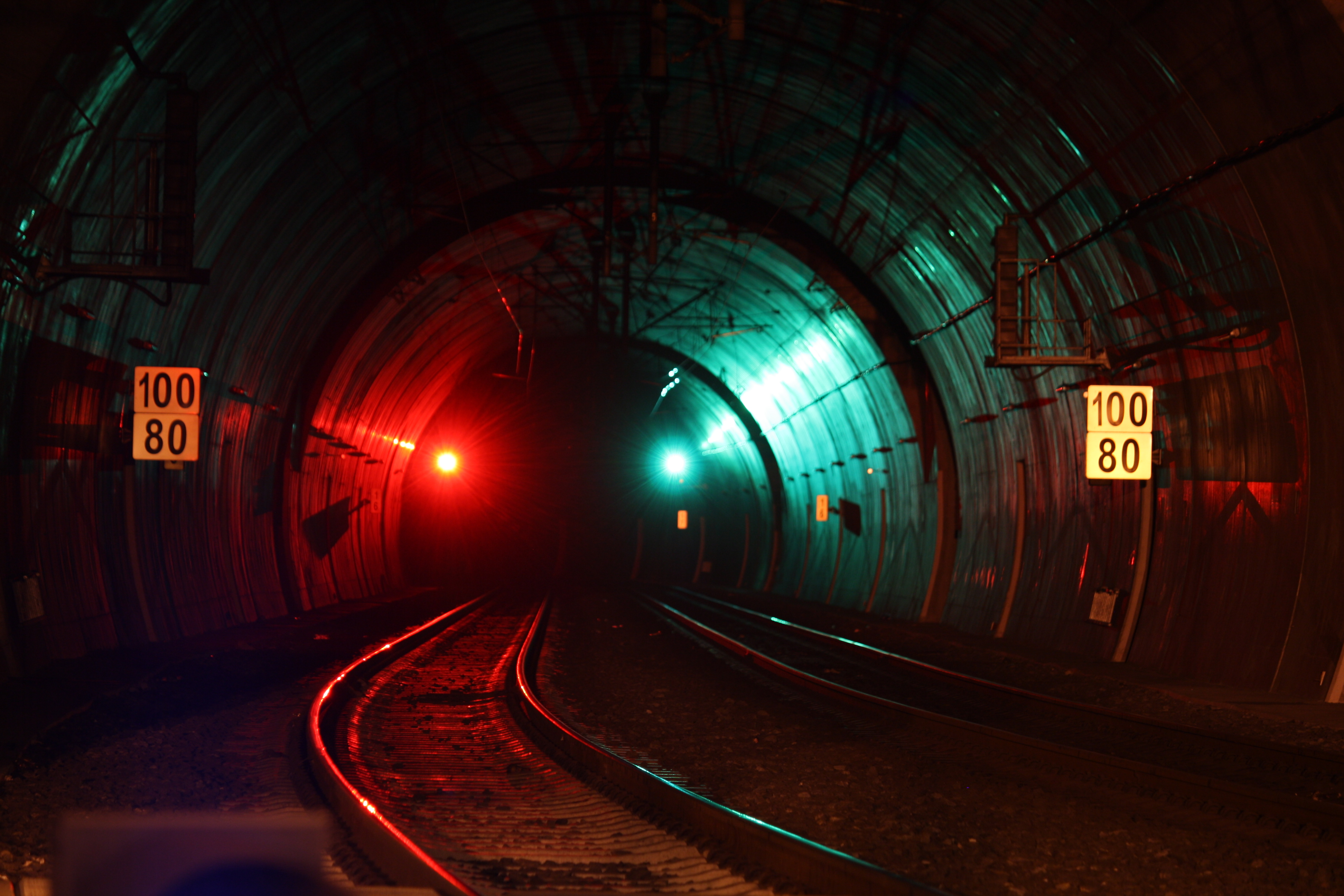
Návěstidla v tunelu
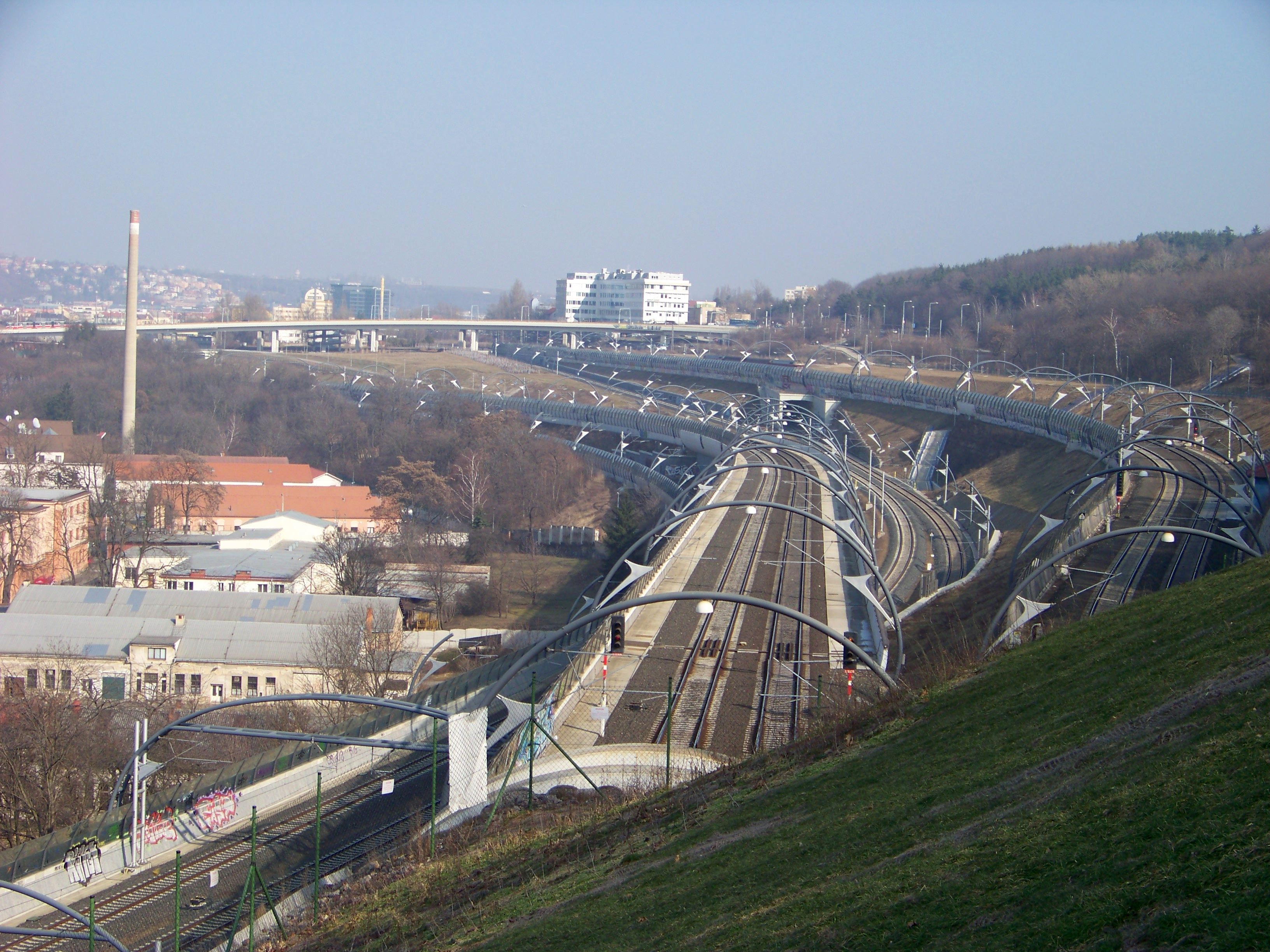
Nové spojení
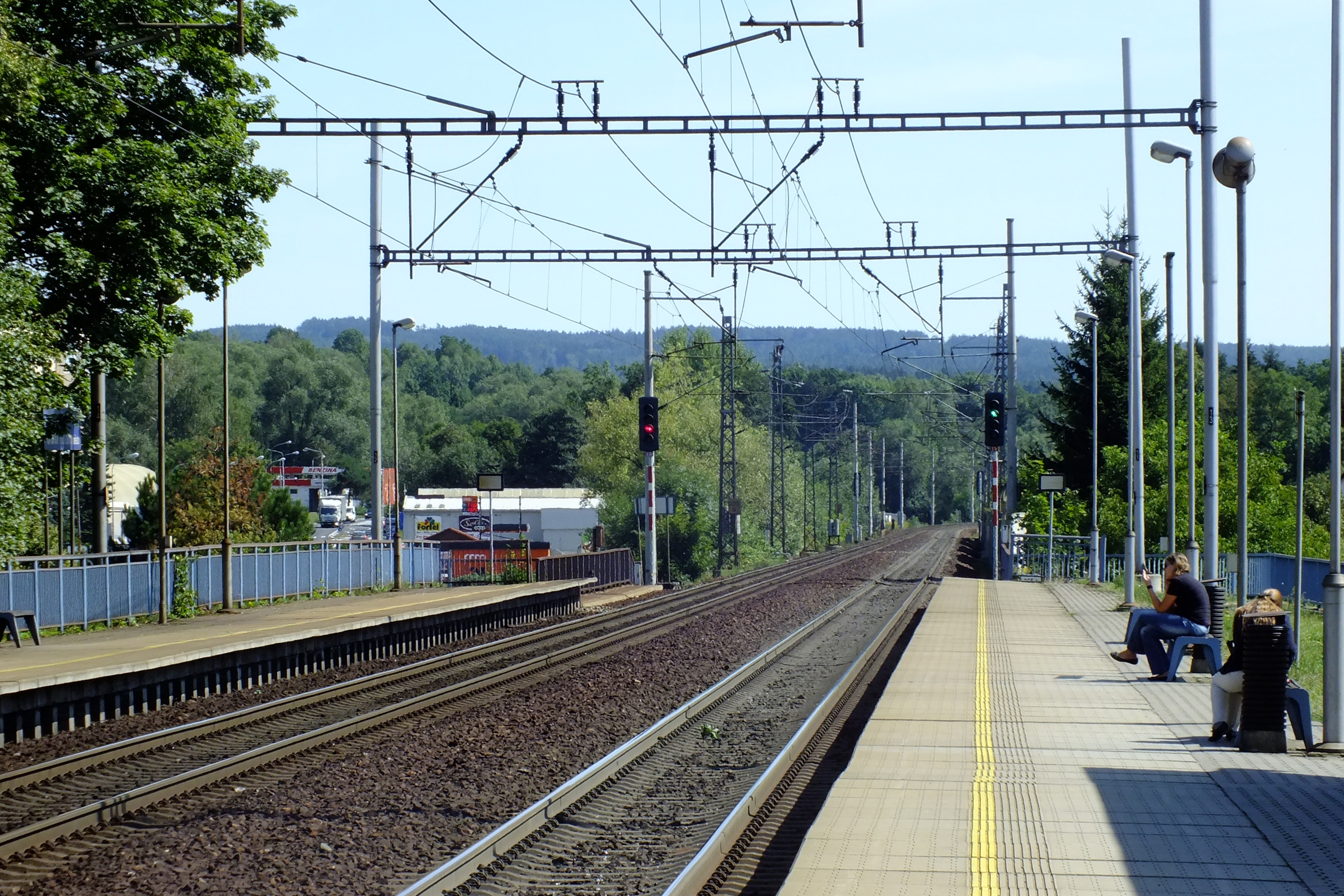
Zhlaví směr Dlouhá Třebová
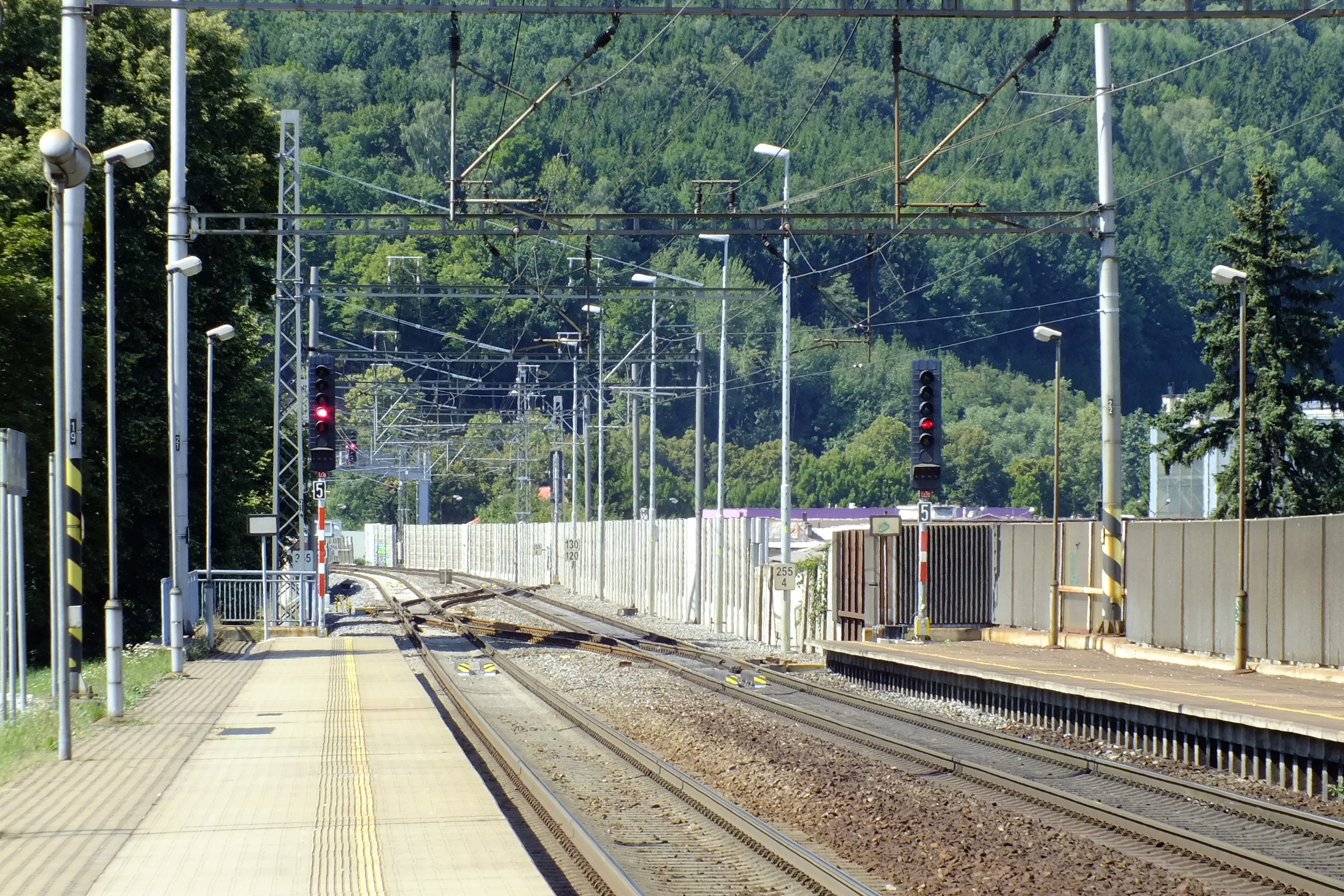
Ústecko-orlické zhlaví

## Stanice a zastávky

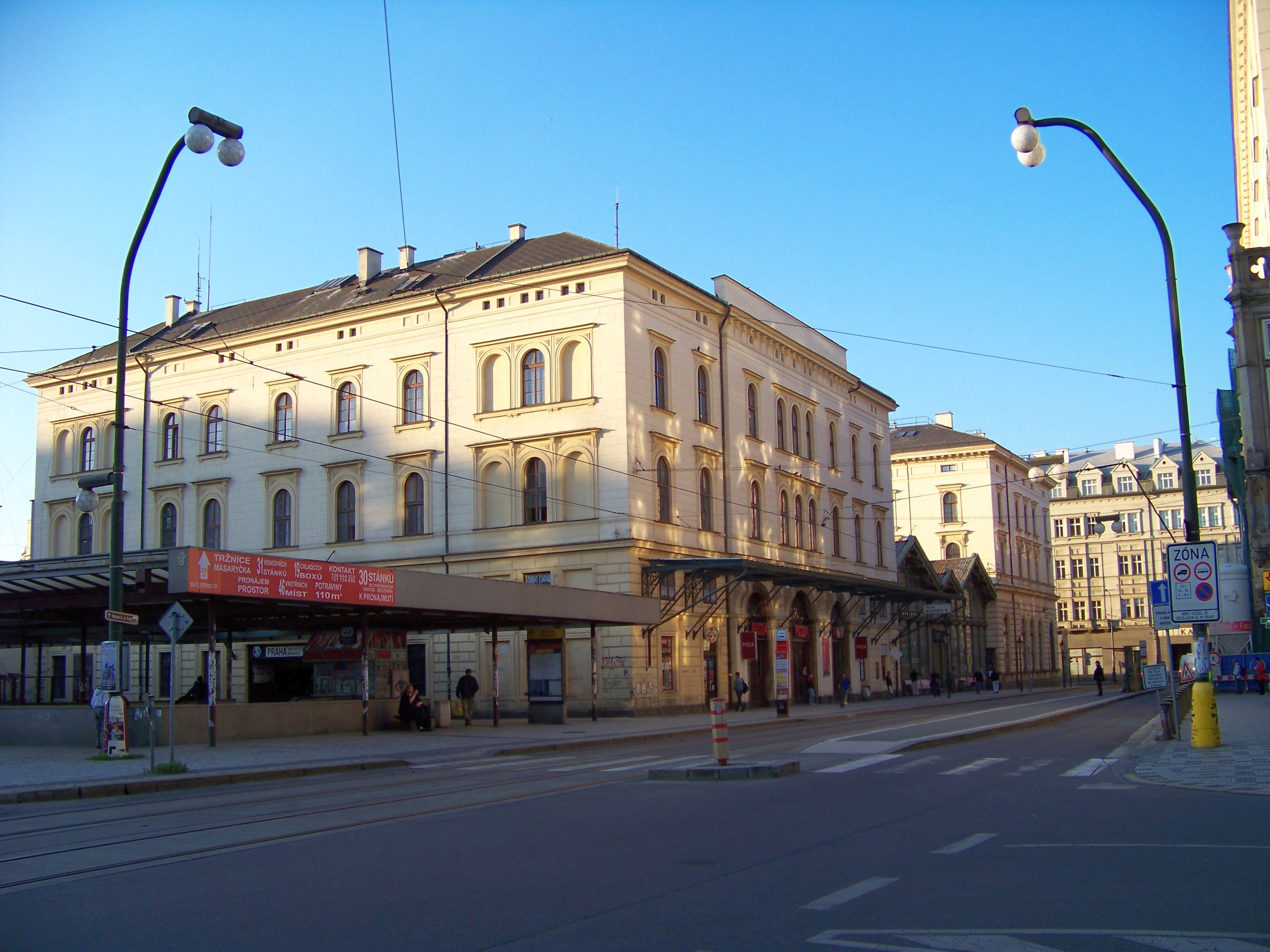
stanice Praha Masarykovo nádraží
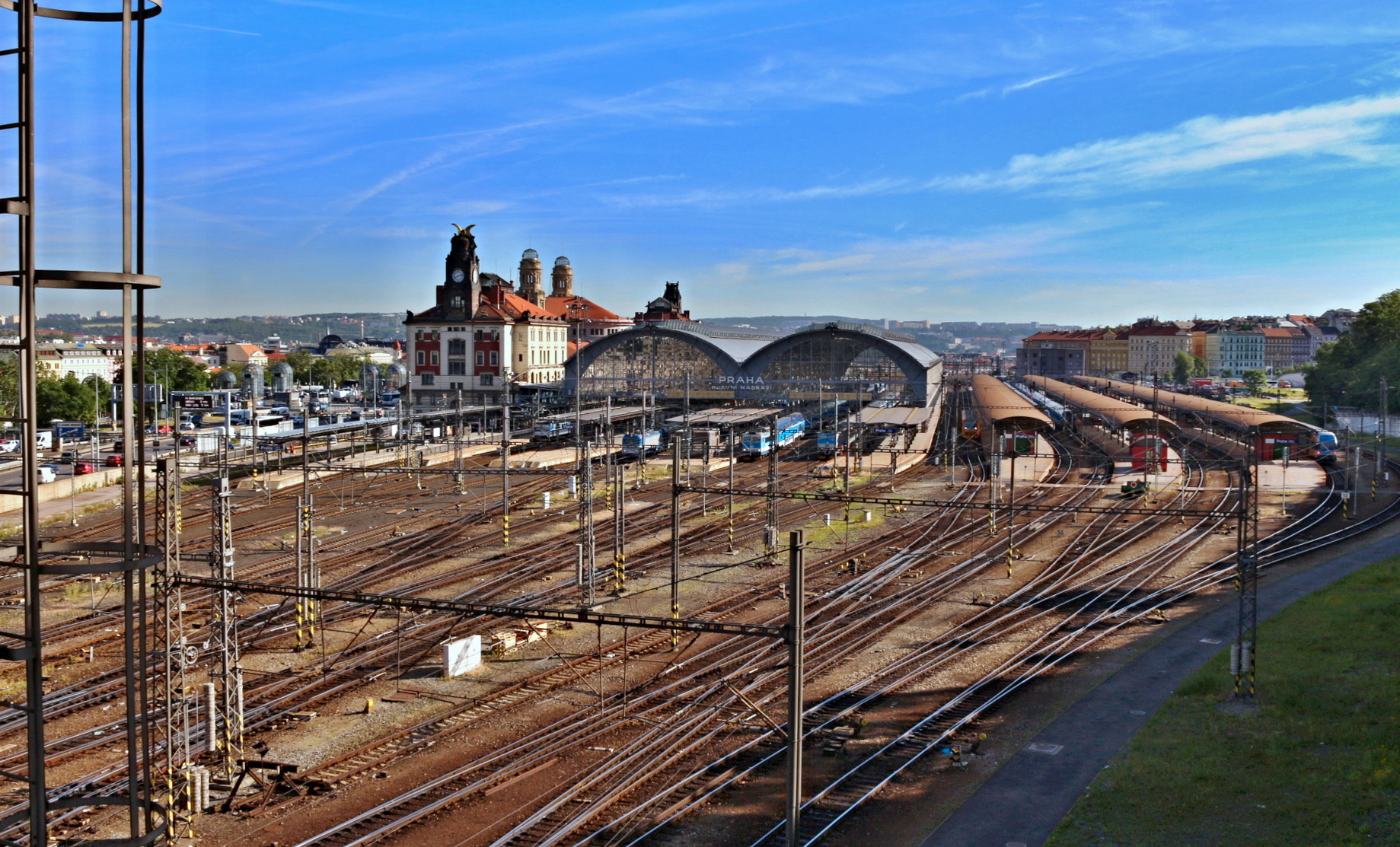
stanice Praha hlavní nádraží
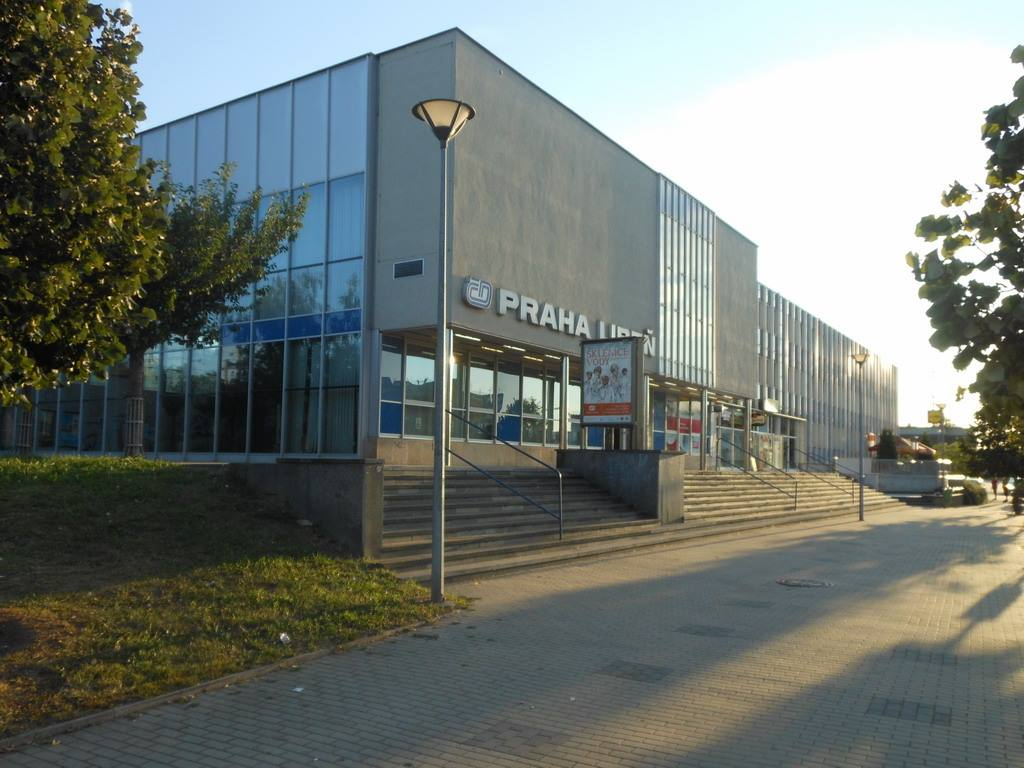
stanice Praha-Libeň
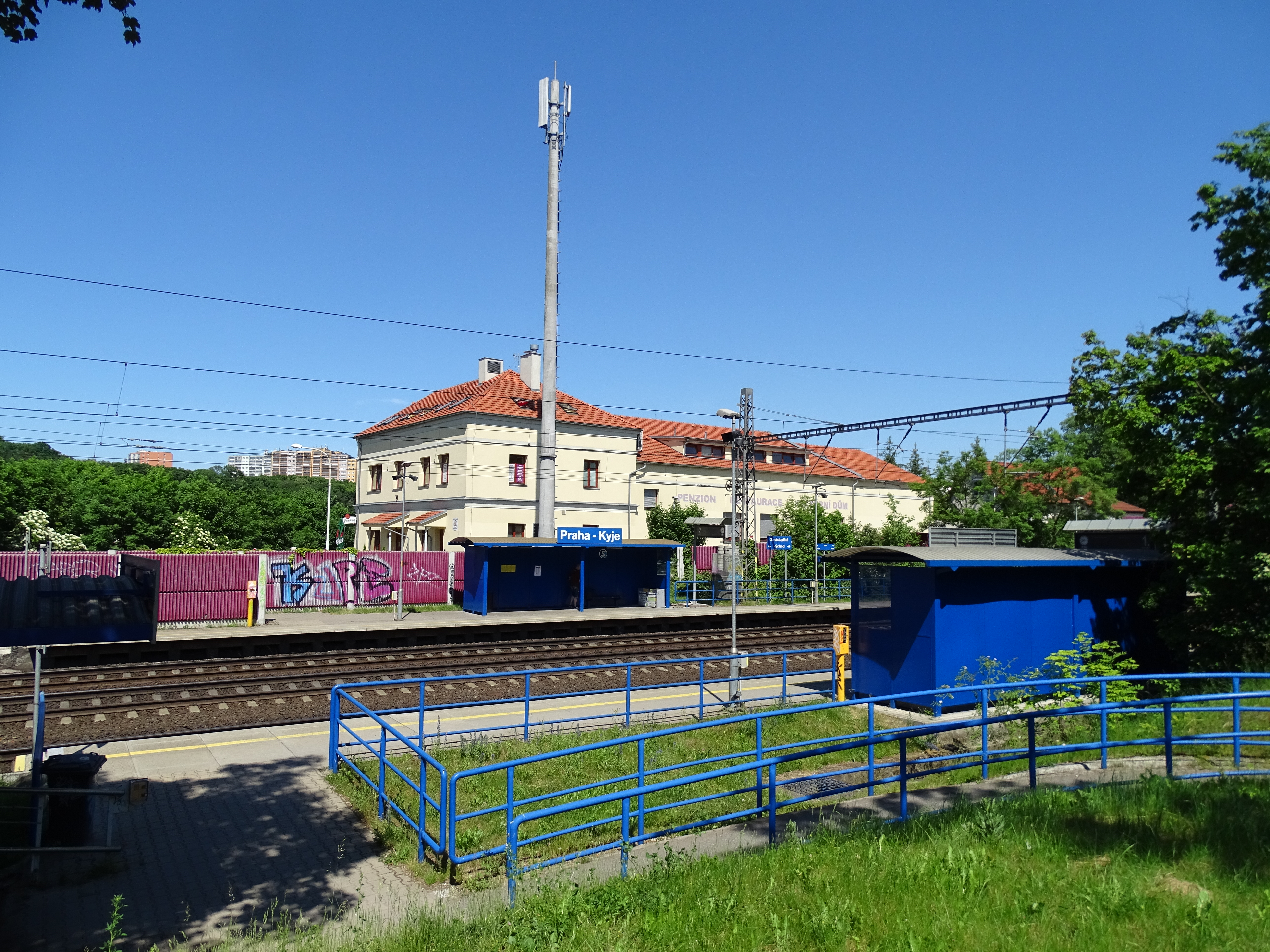
zastávka Praha-Kyje
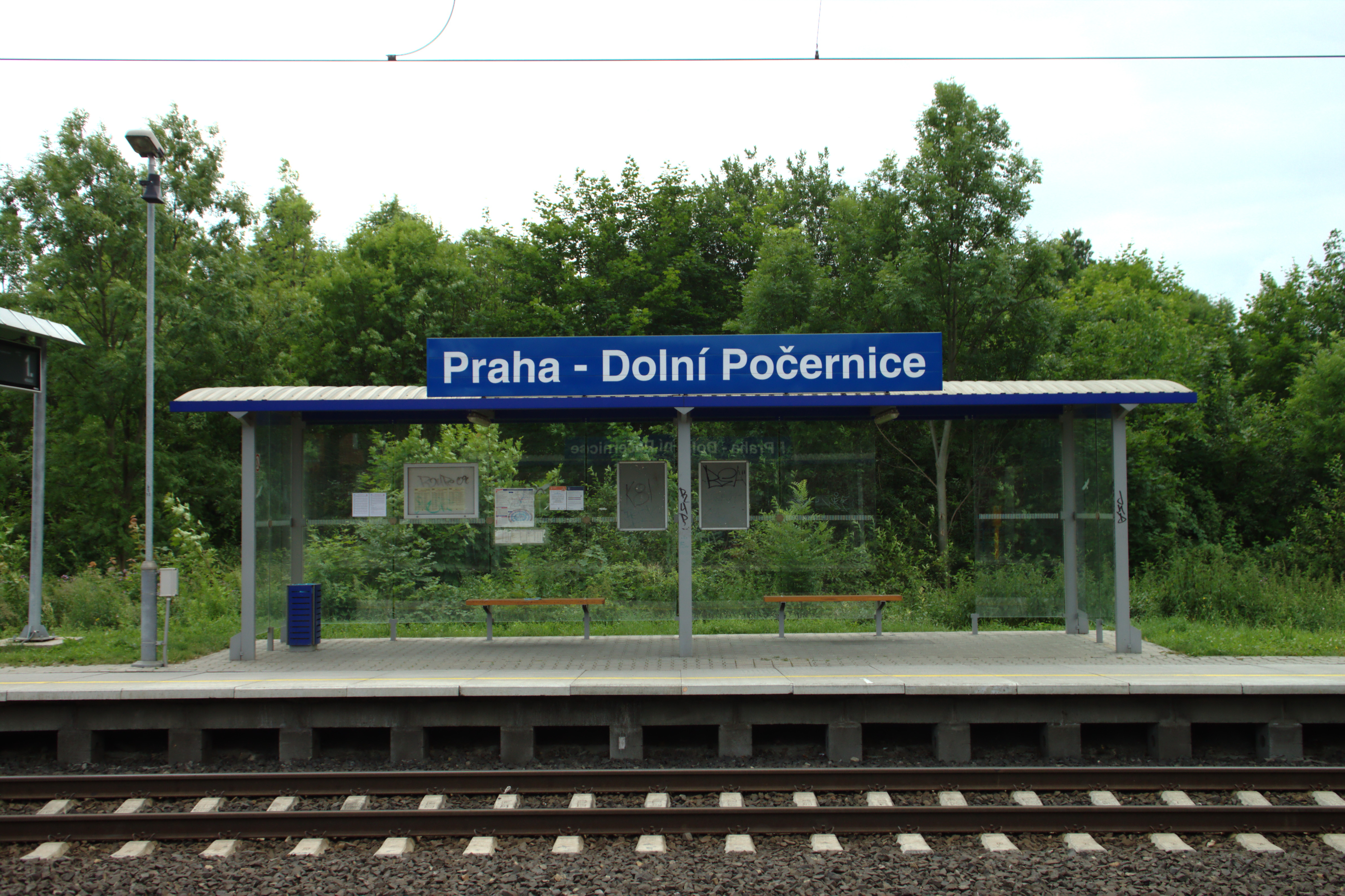
zastávka Praha-Dolní Počernice
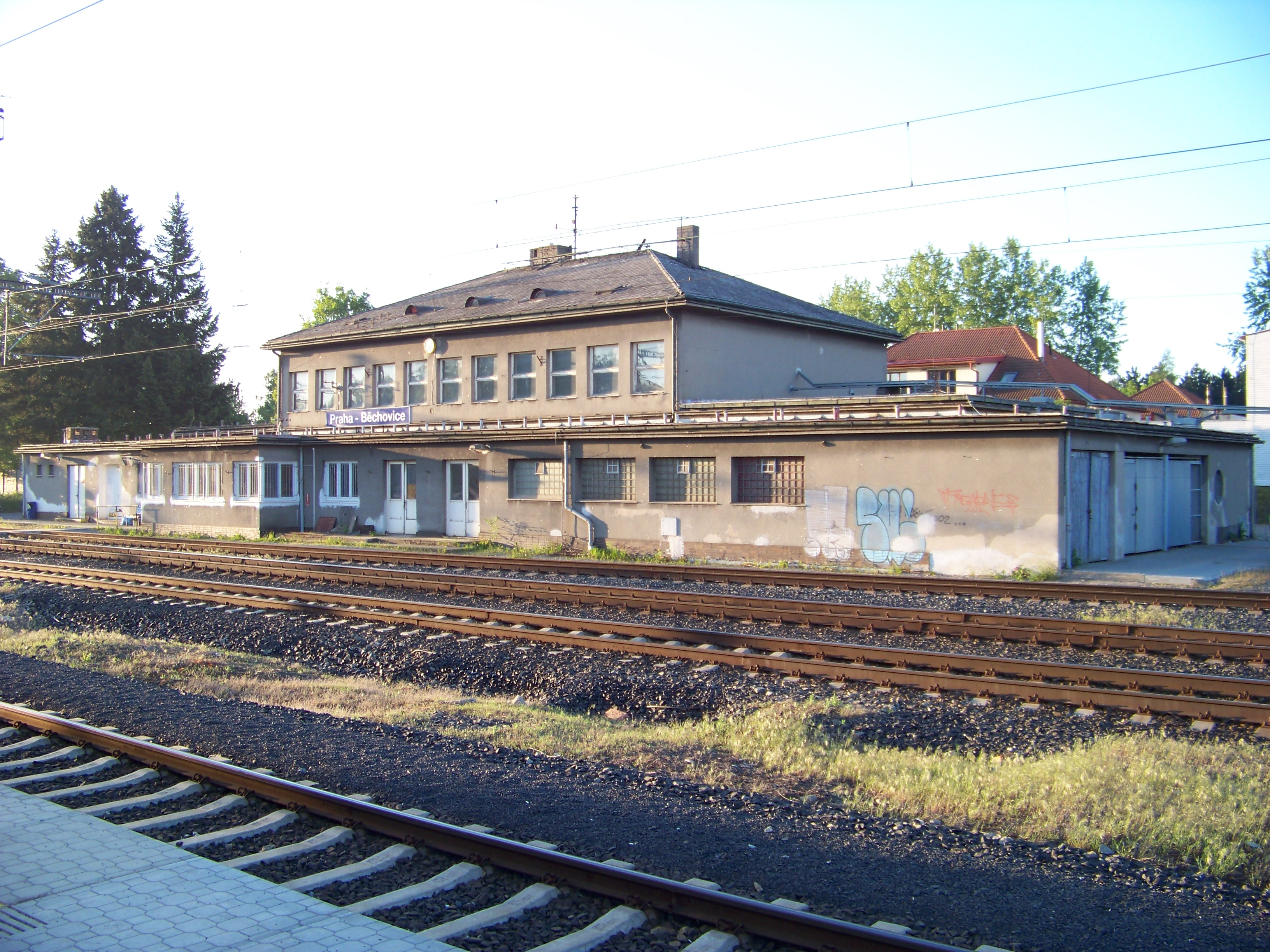
stanice Praha-Běchovice
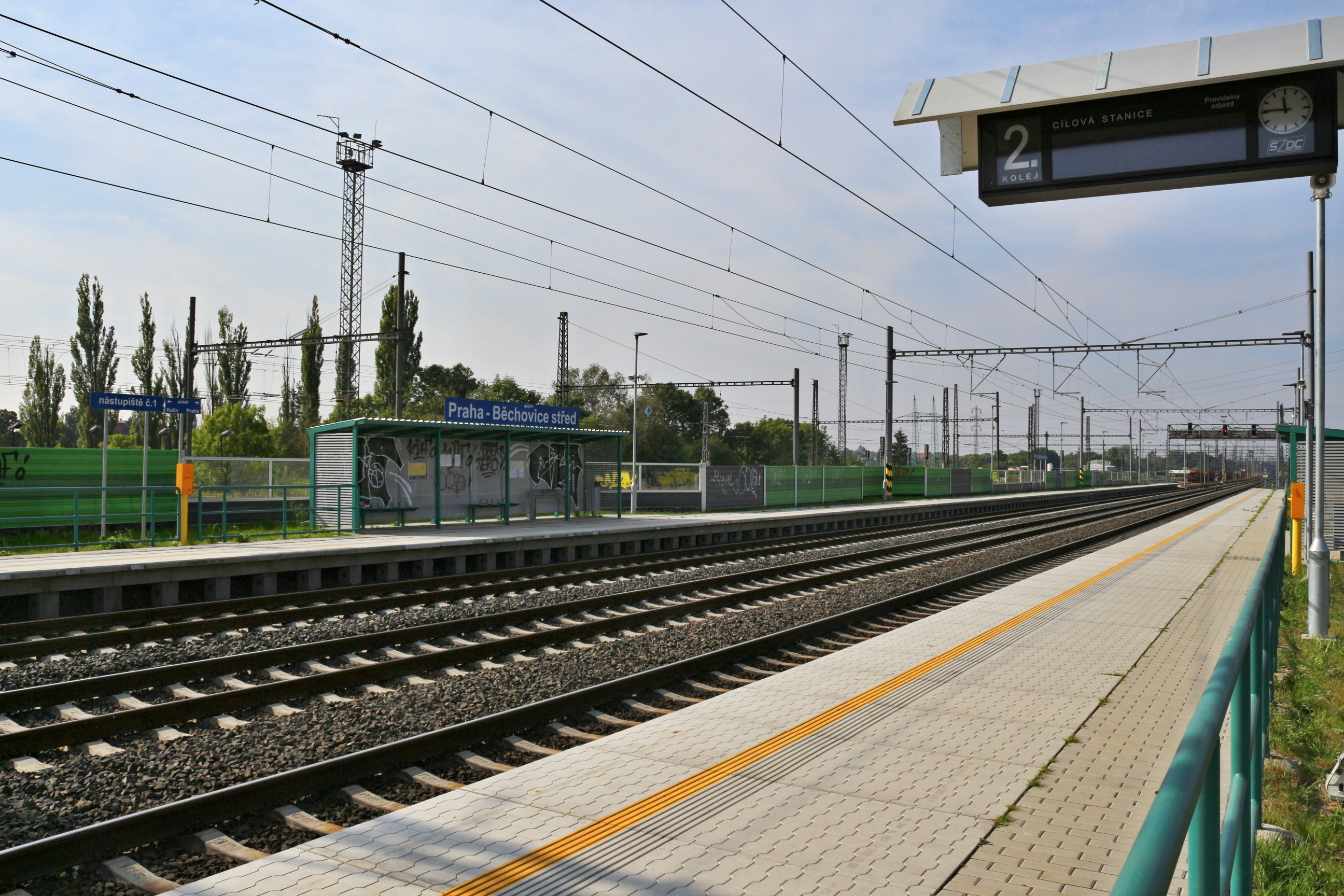
zastávka Praha-Běchovice střed
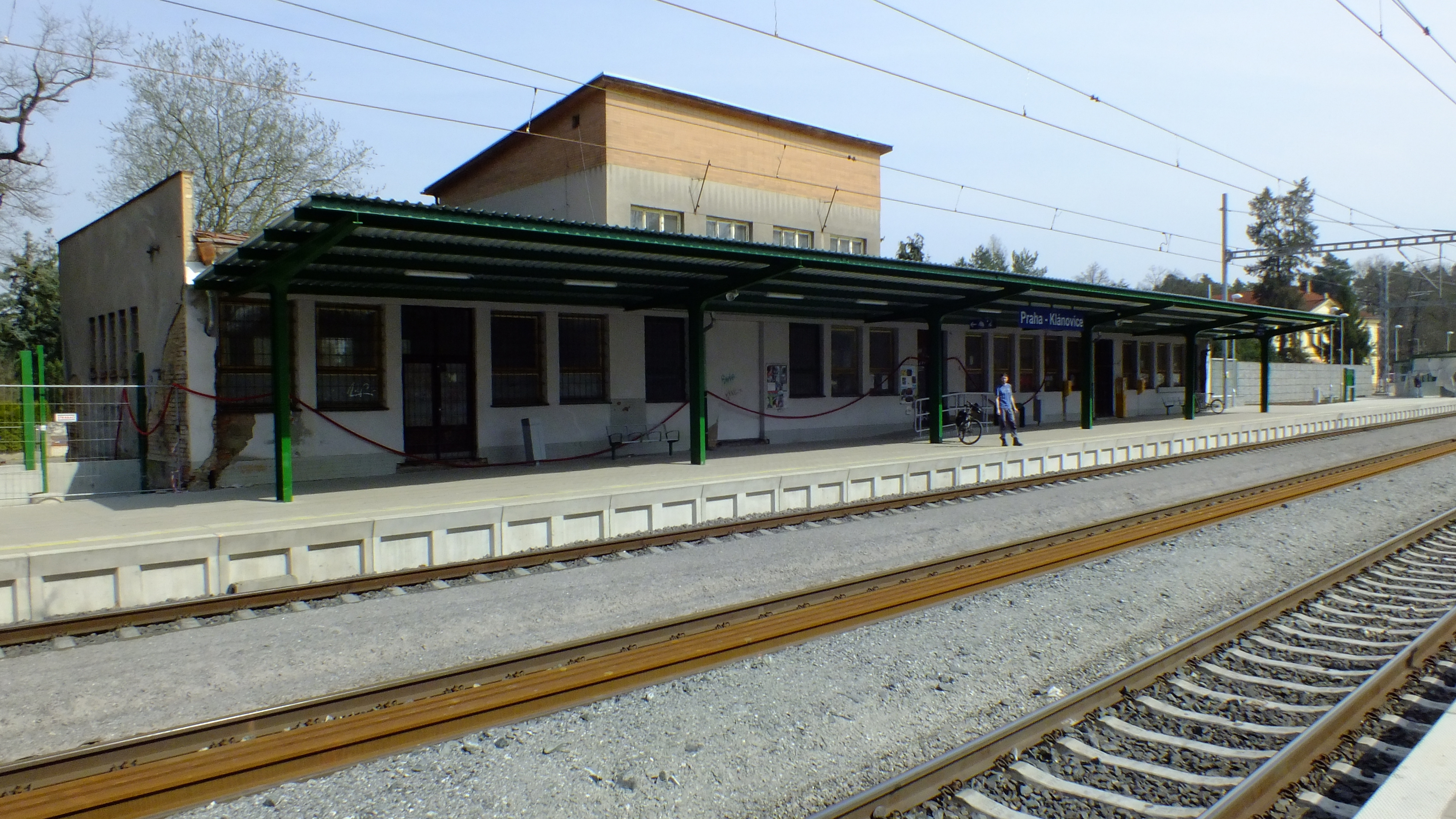
zastávka Praha-Klánovice
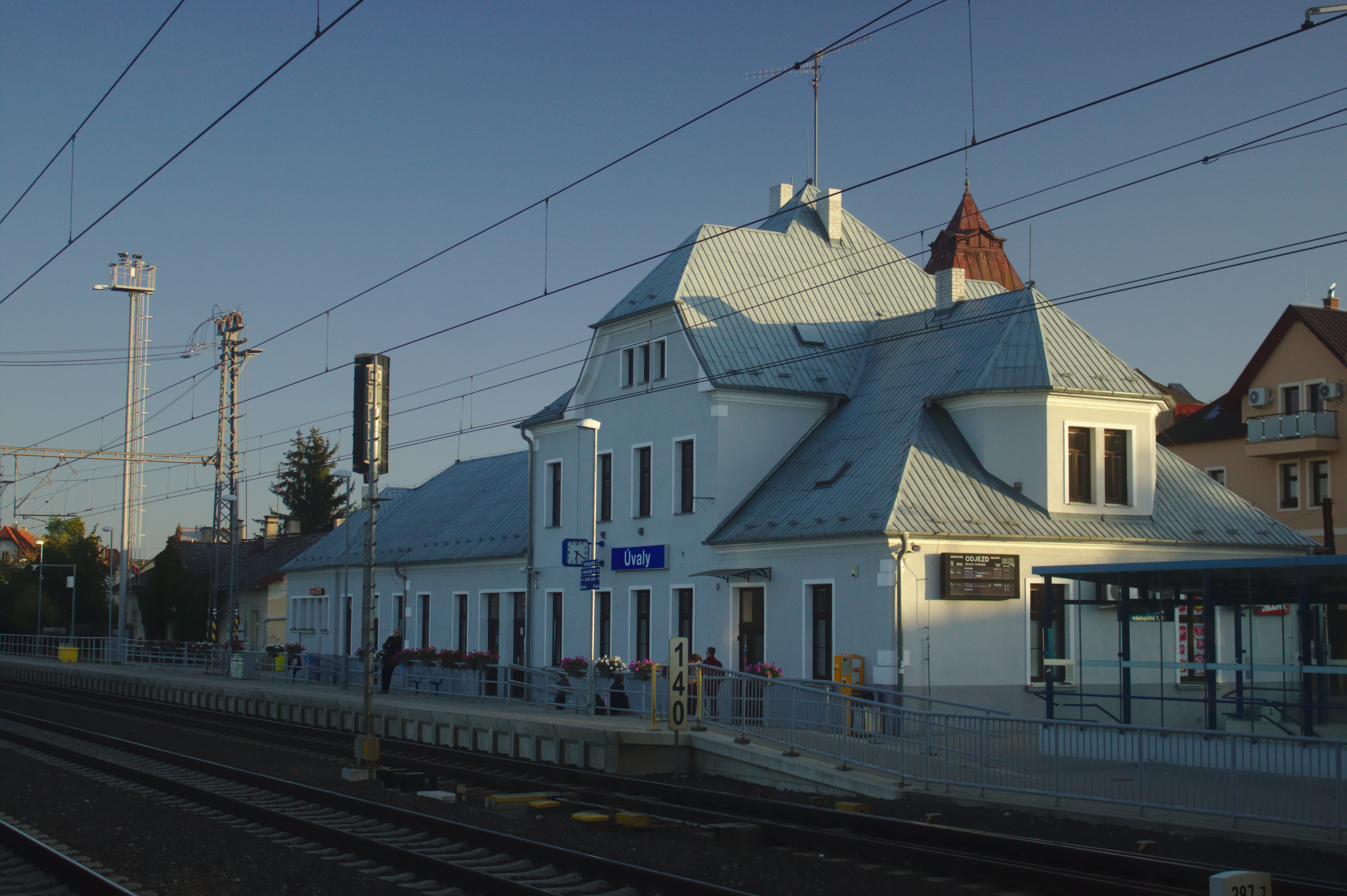
stanice Úvaly
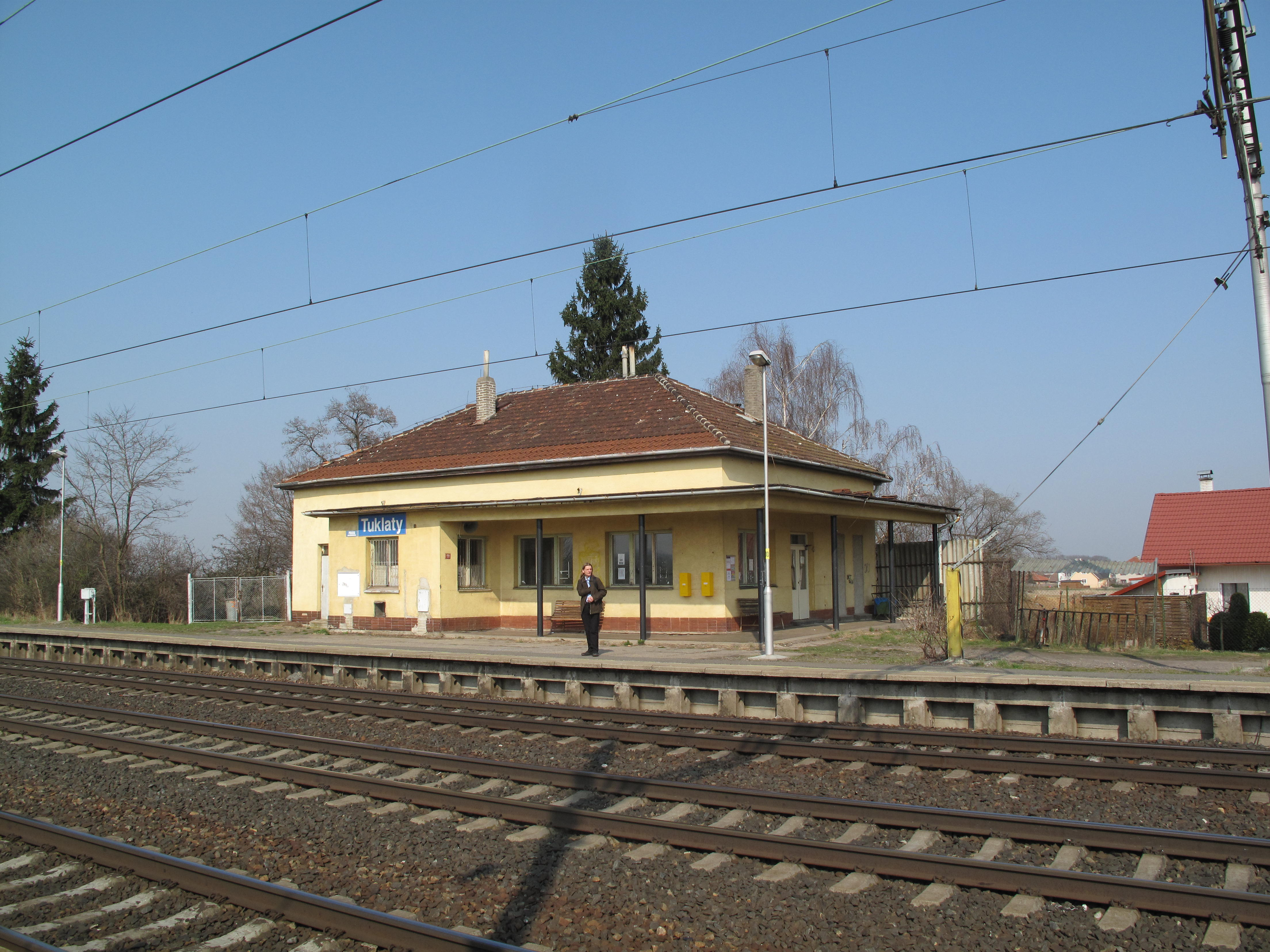
zastávka Tuklaty
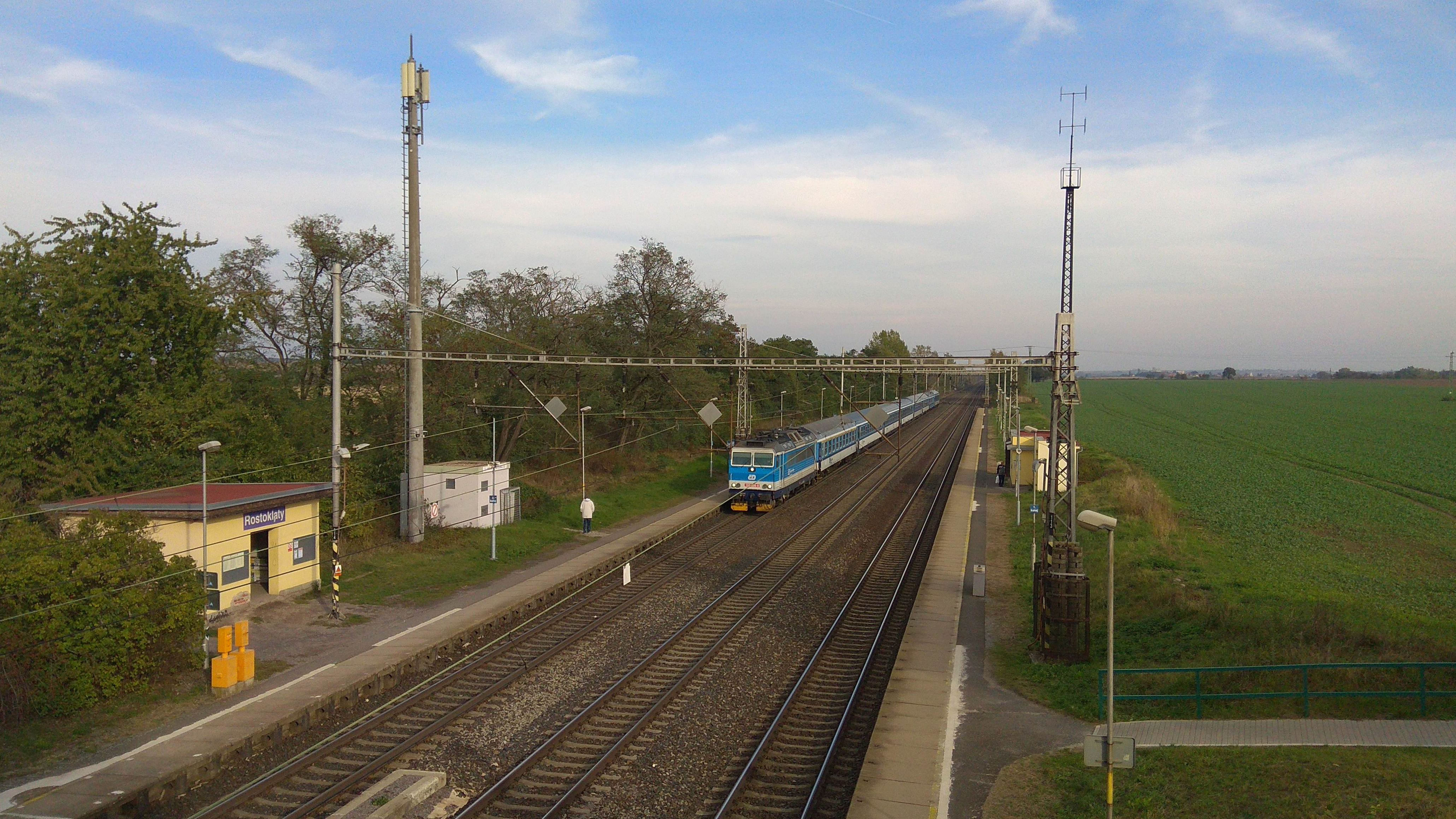
zastávka Rostoklaty
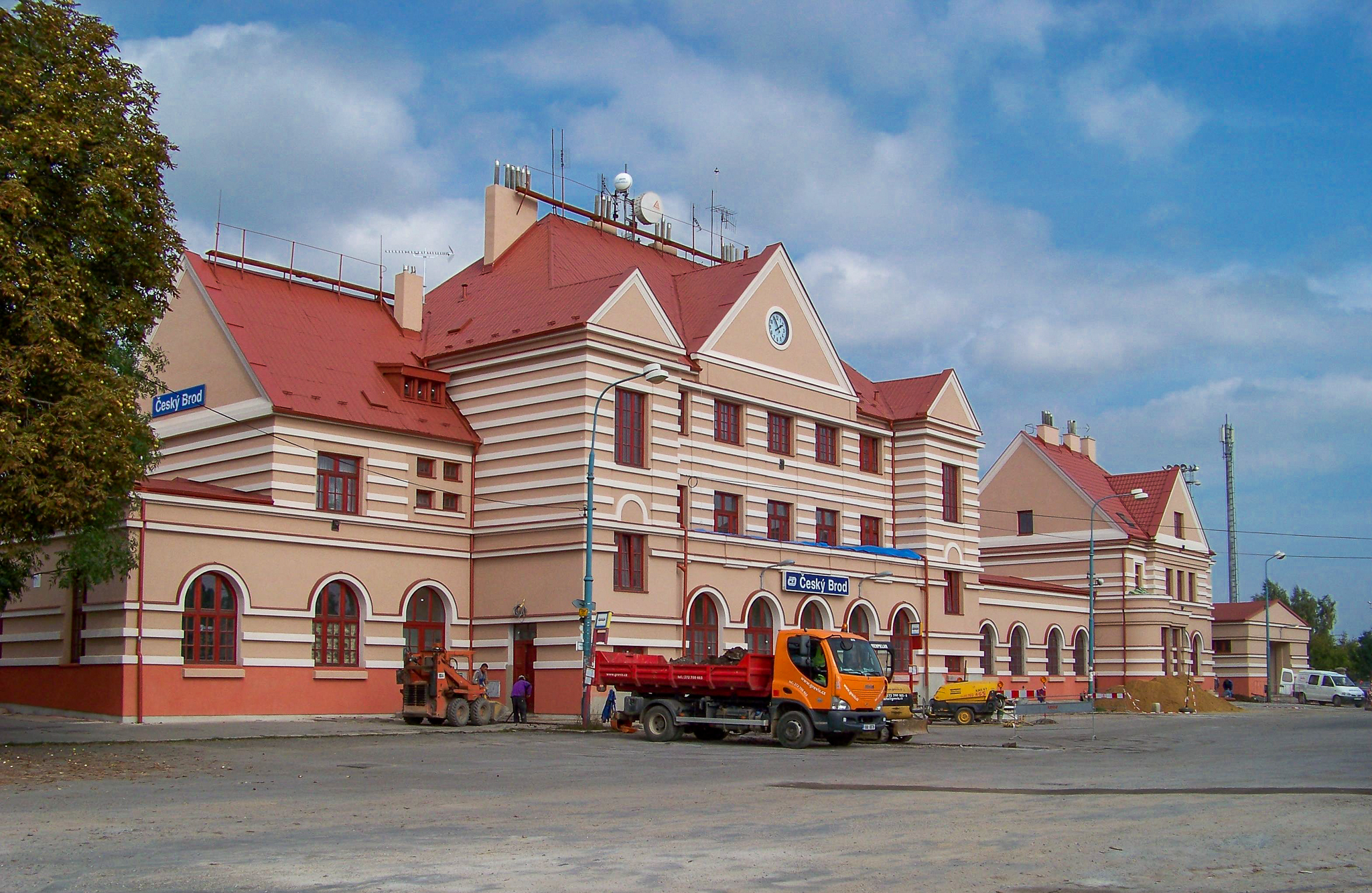
stanice Český Brod
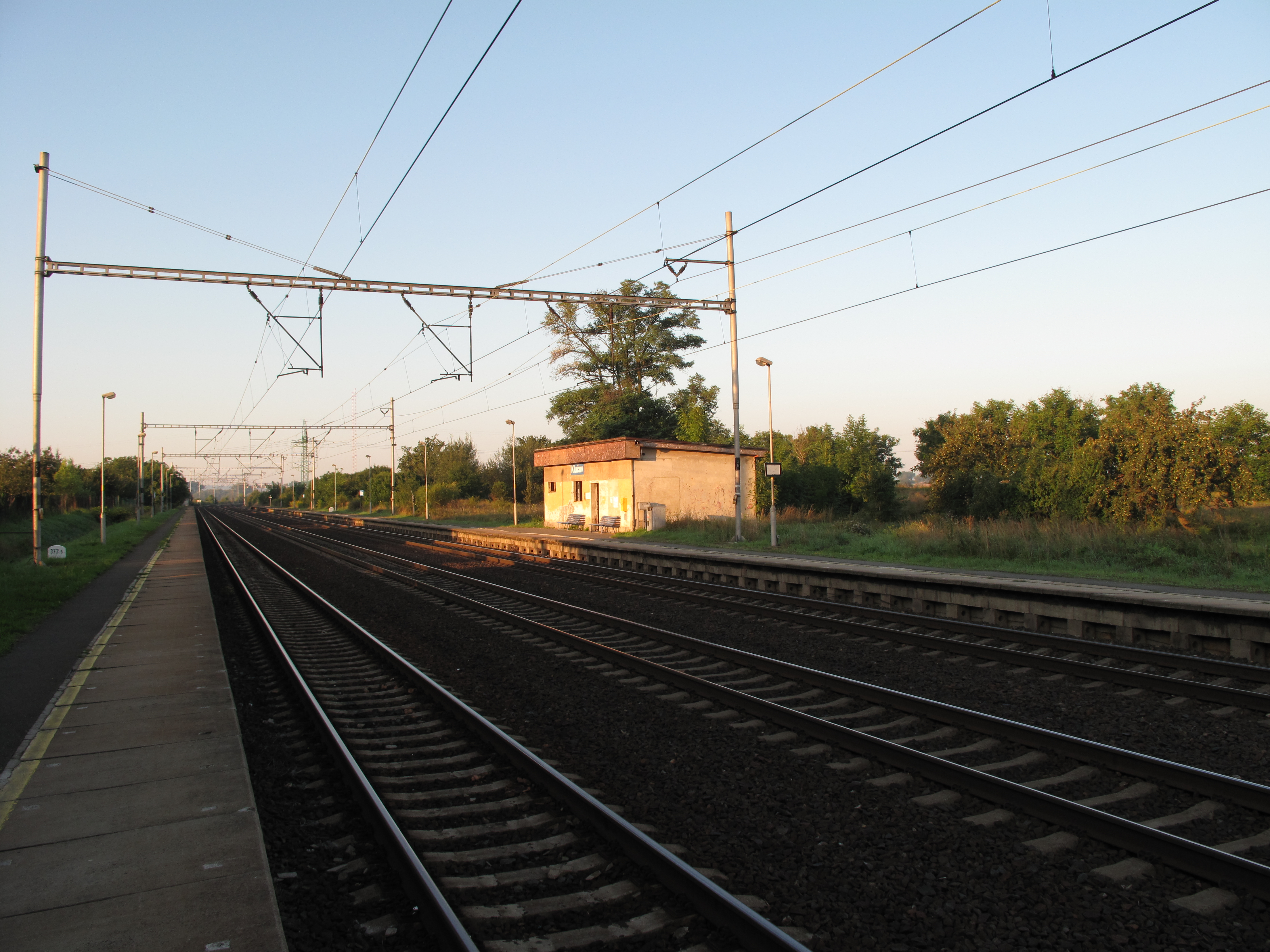
zastávka Klučov
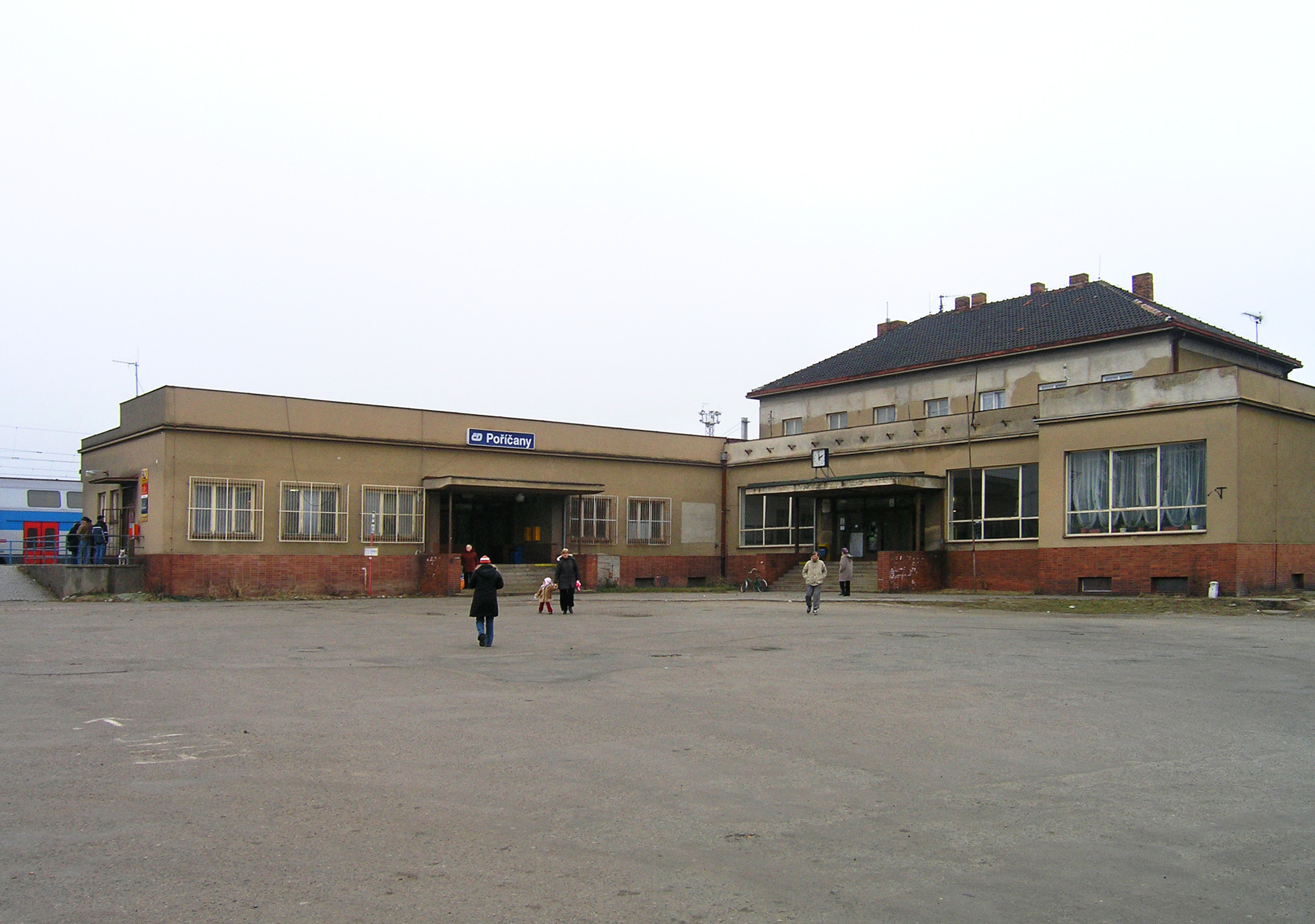
stanice Poříčany
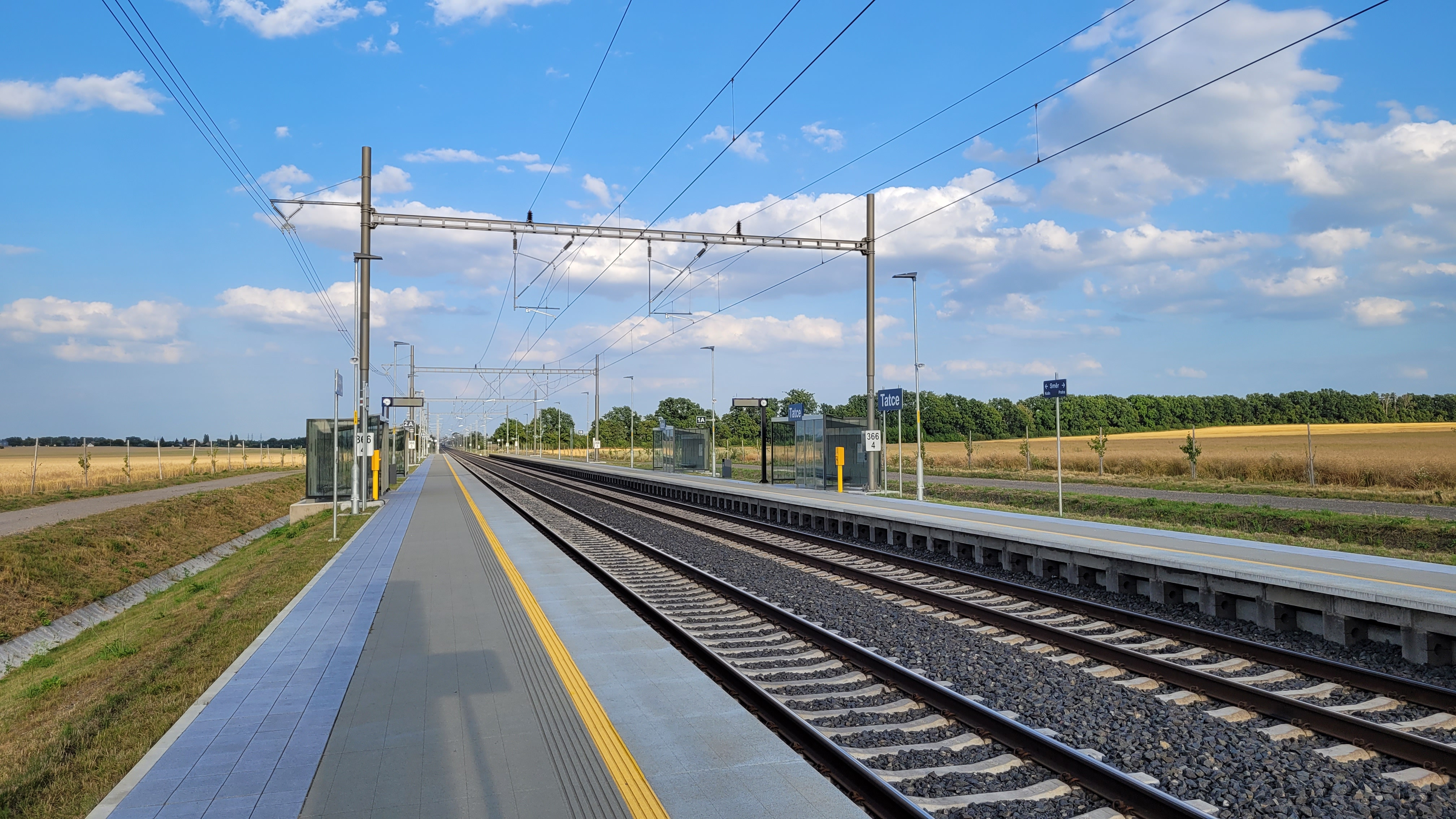
zastávka Tatce
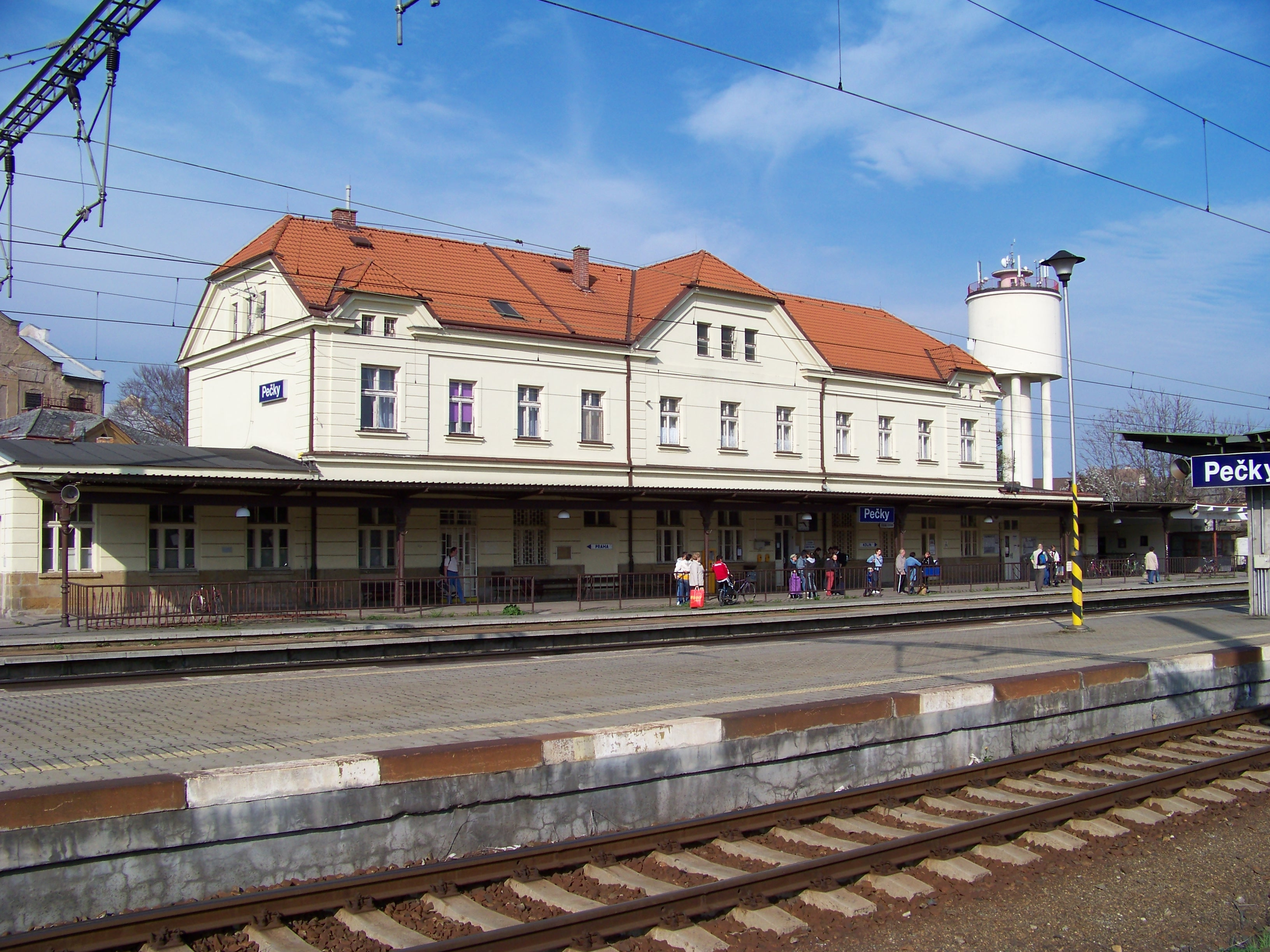
stanice Pečky
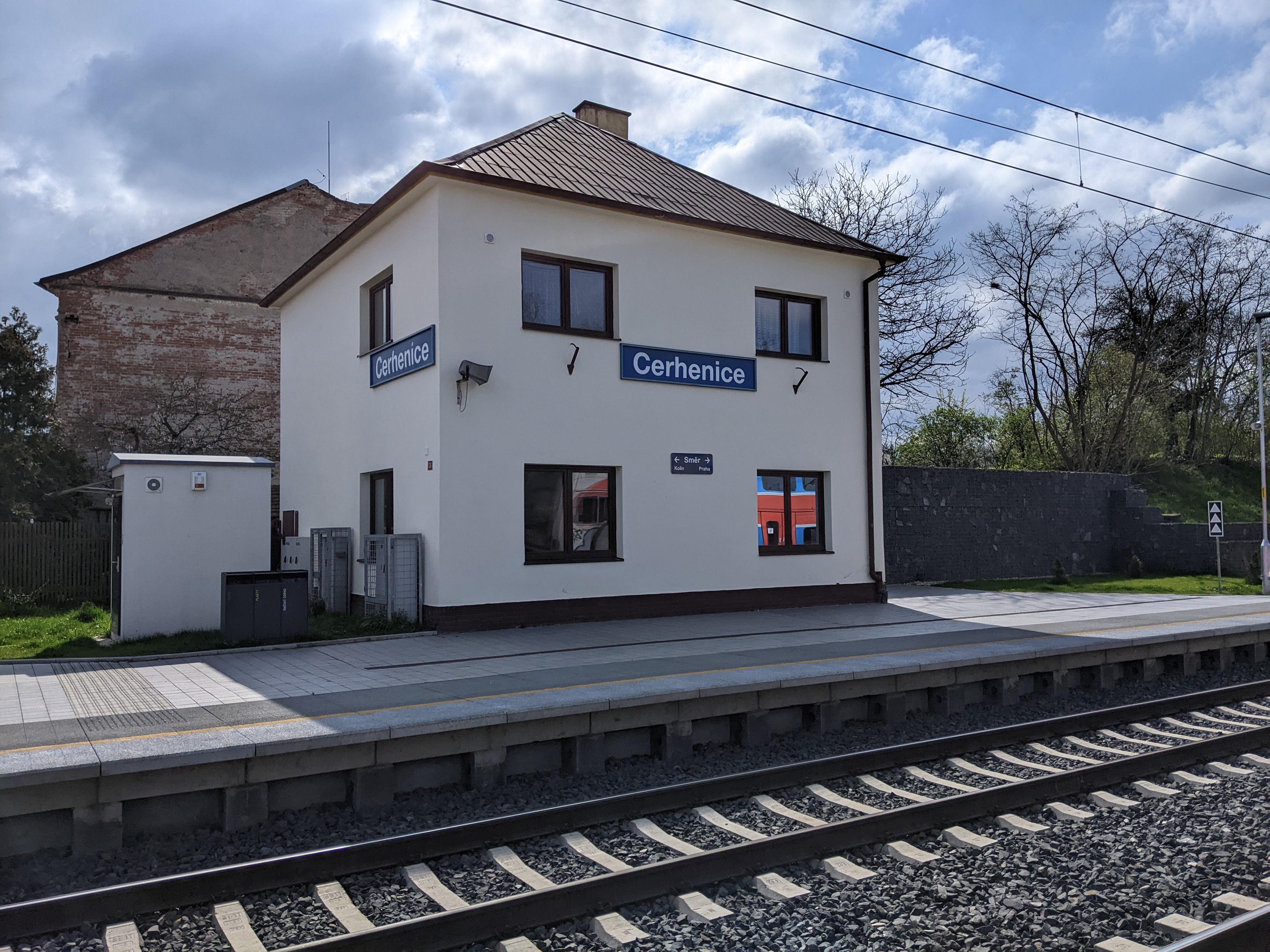
zastávka Cerhenice
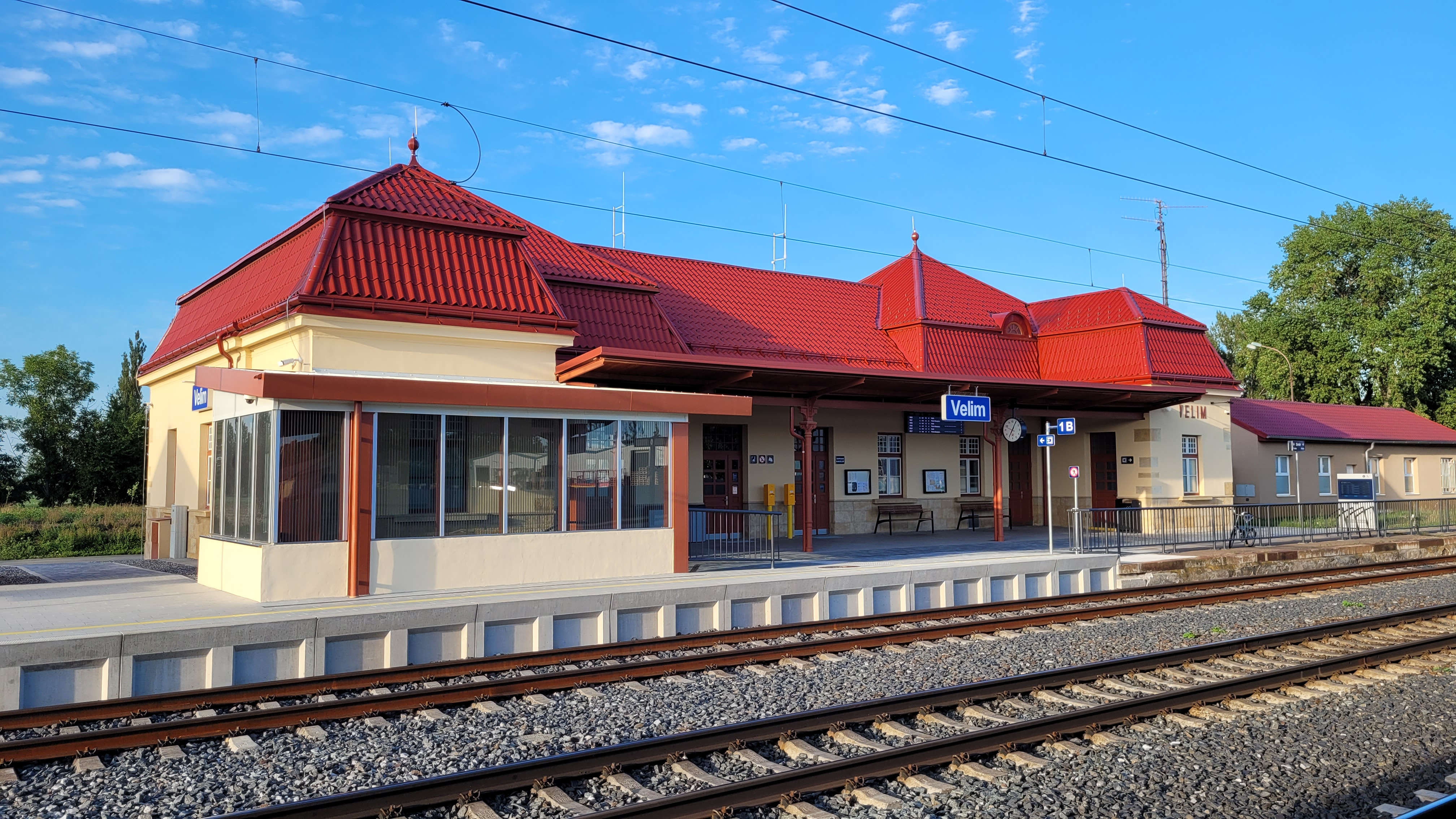
stanice Velim
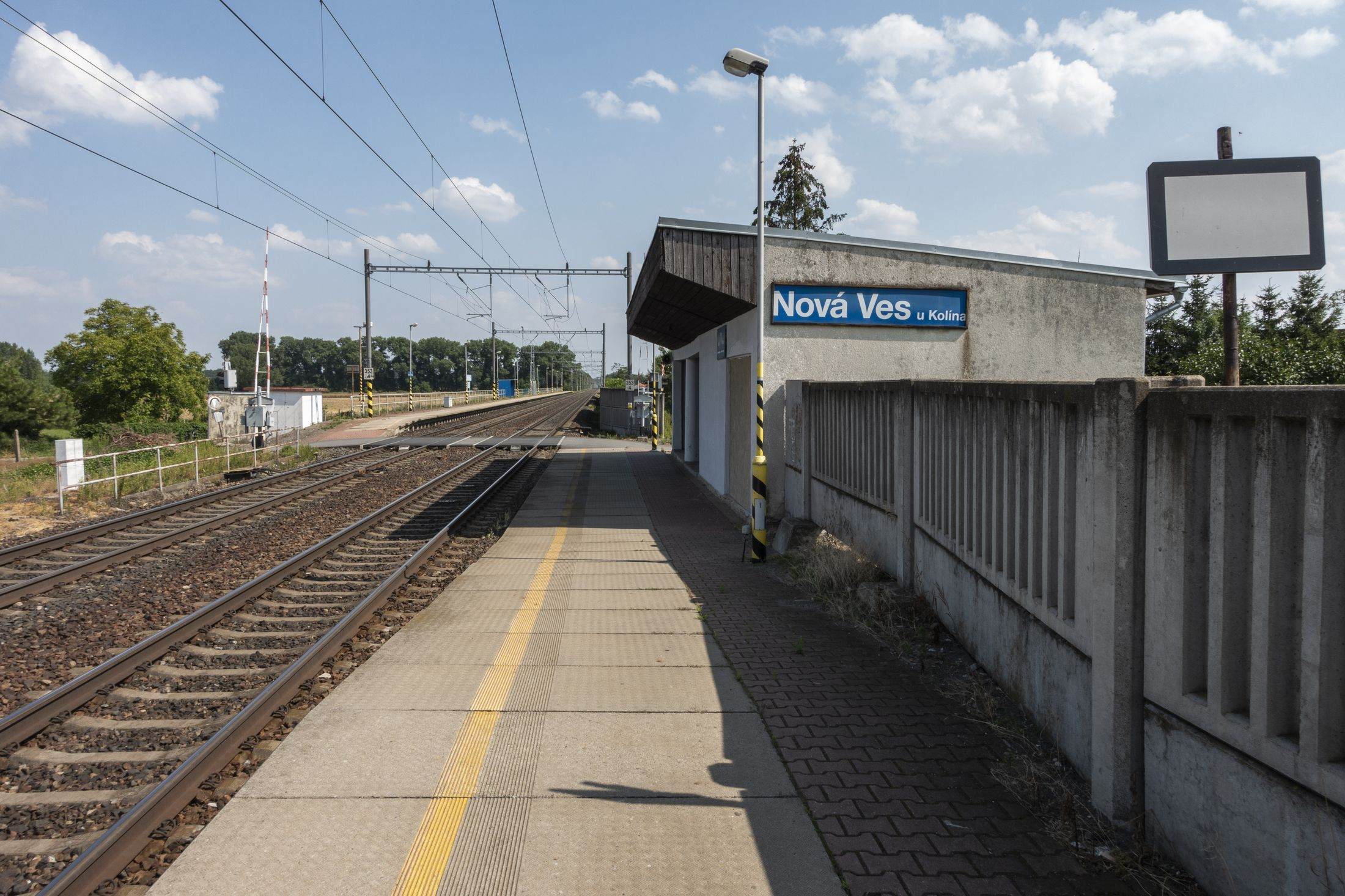
zastávka Nová Ves u Kolína
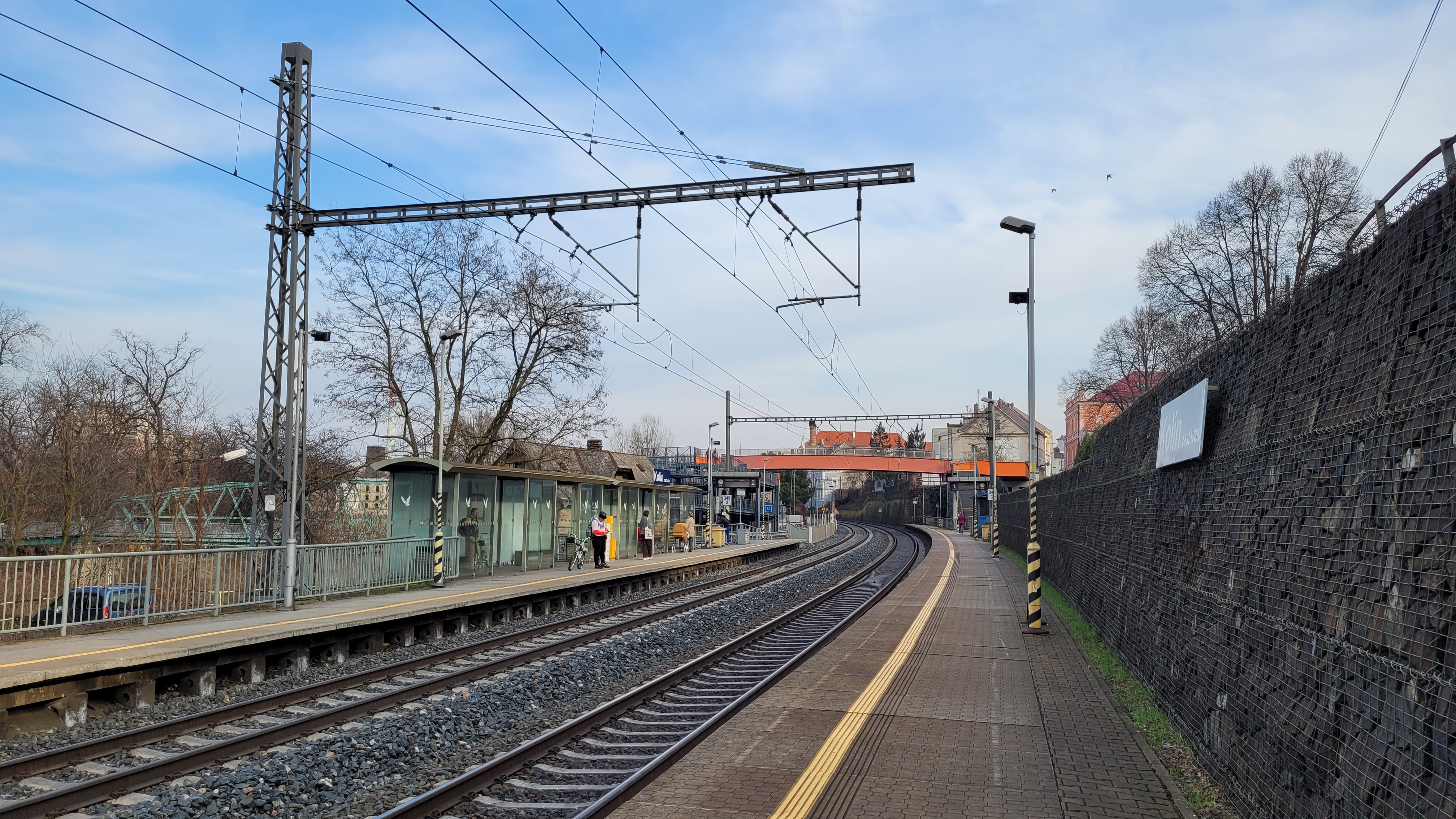
zastávka Kolín zastávka
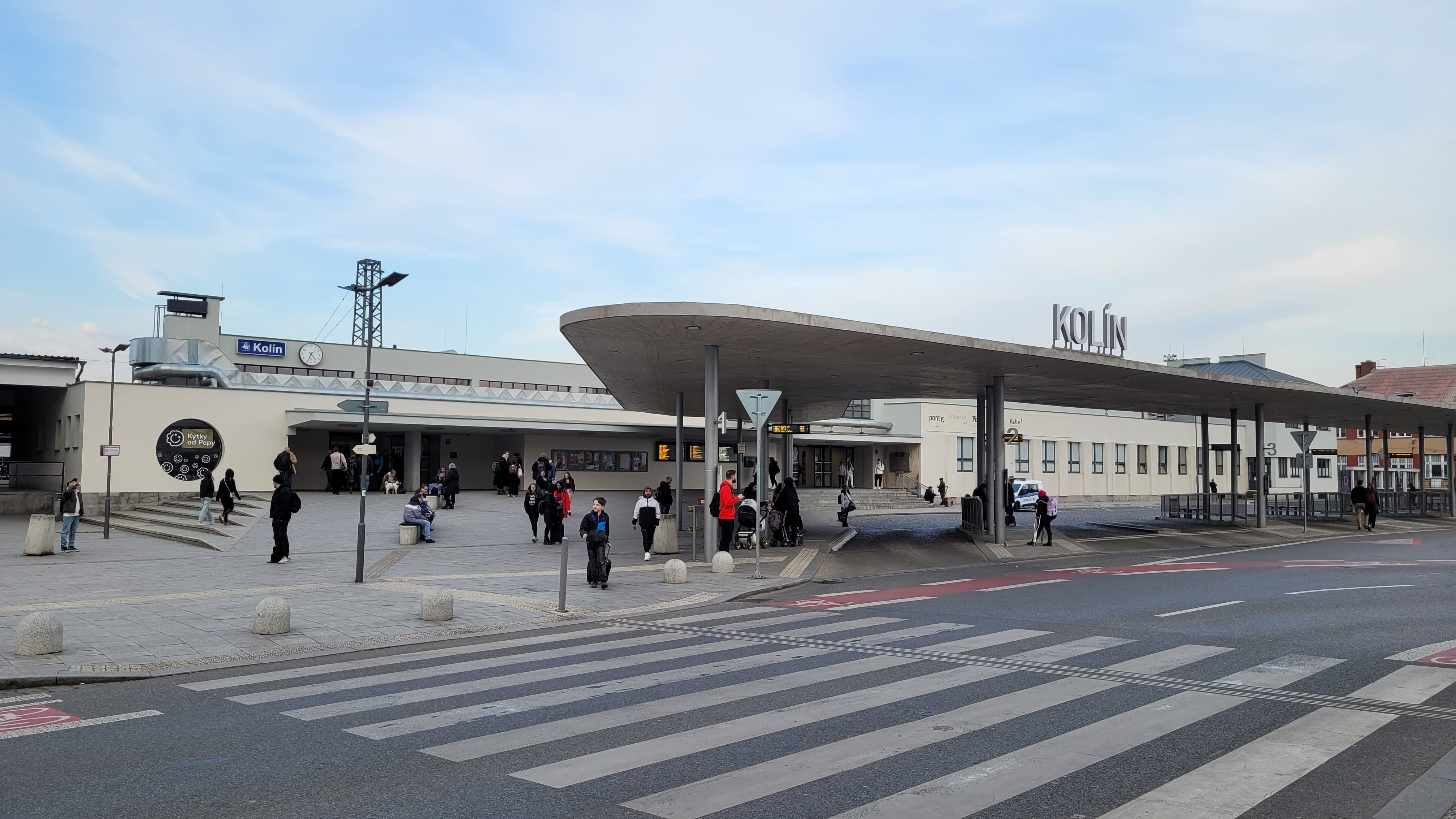
stanice Kolín
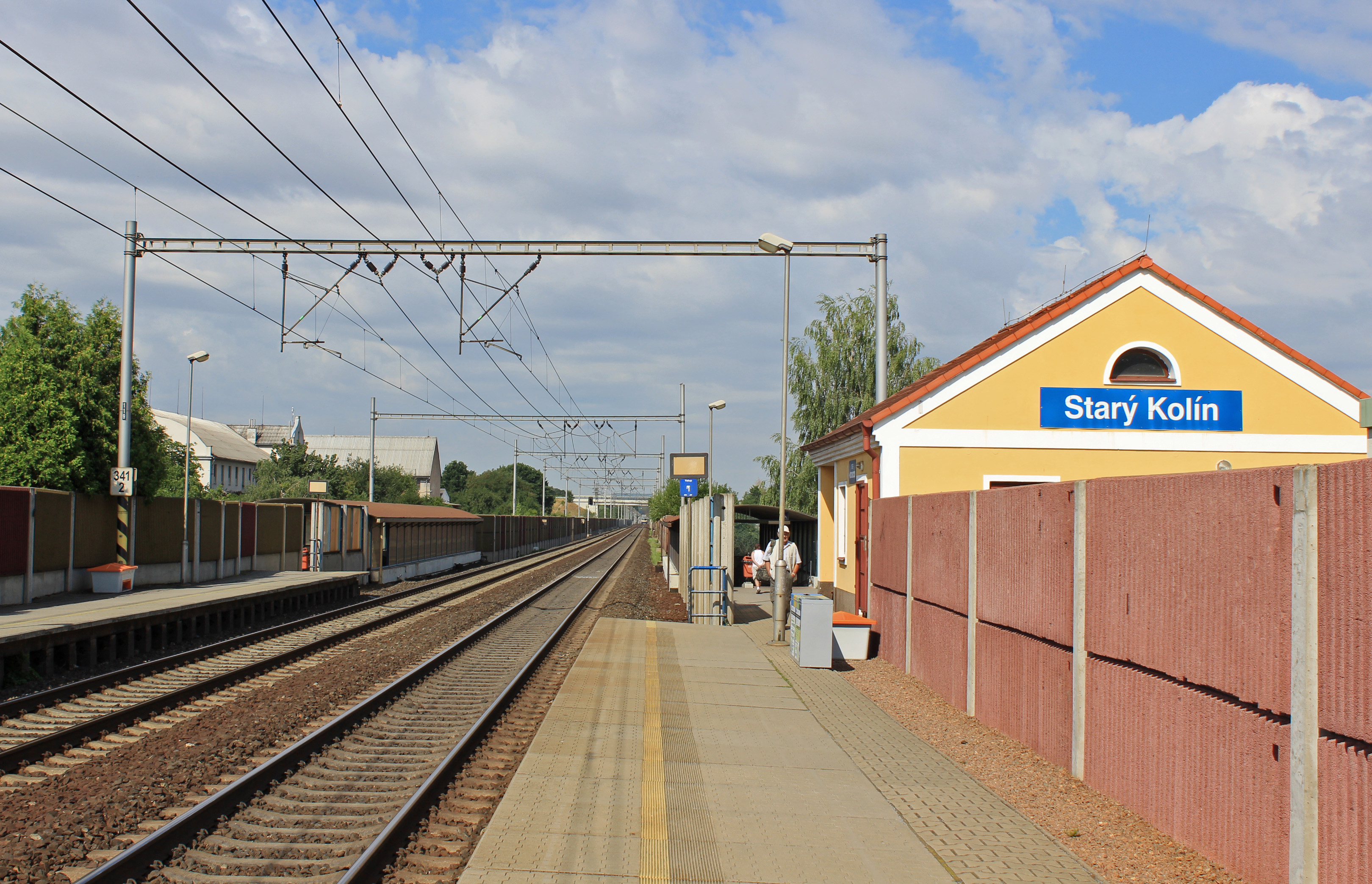
zastávka Starý Kolín
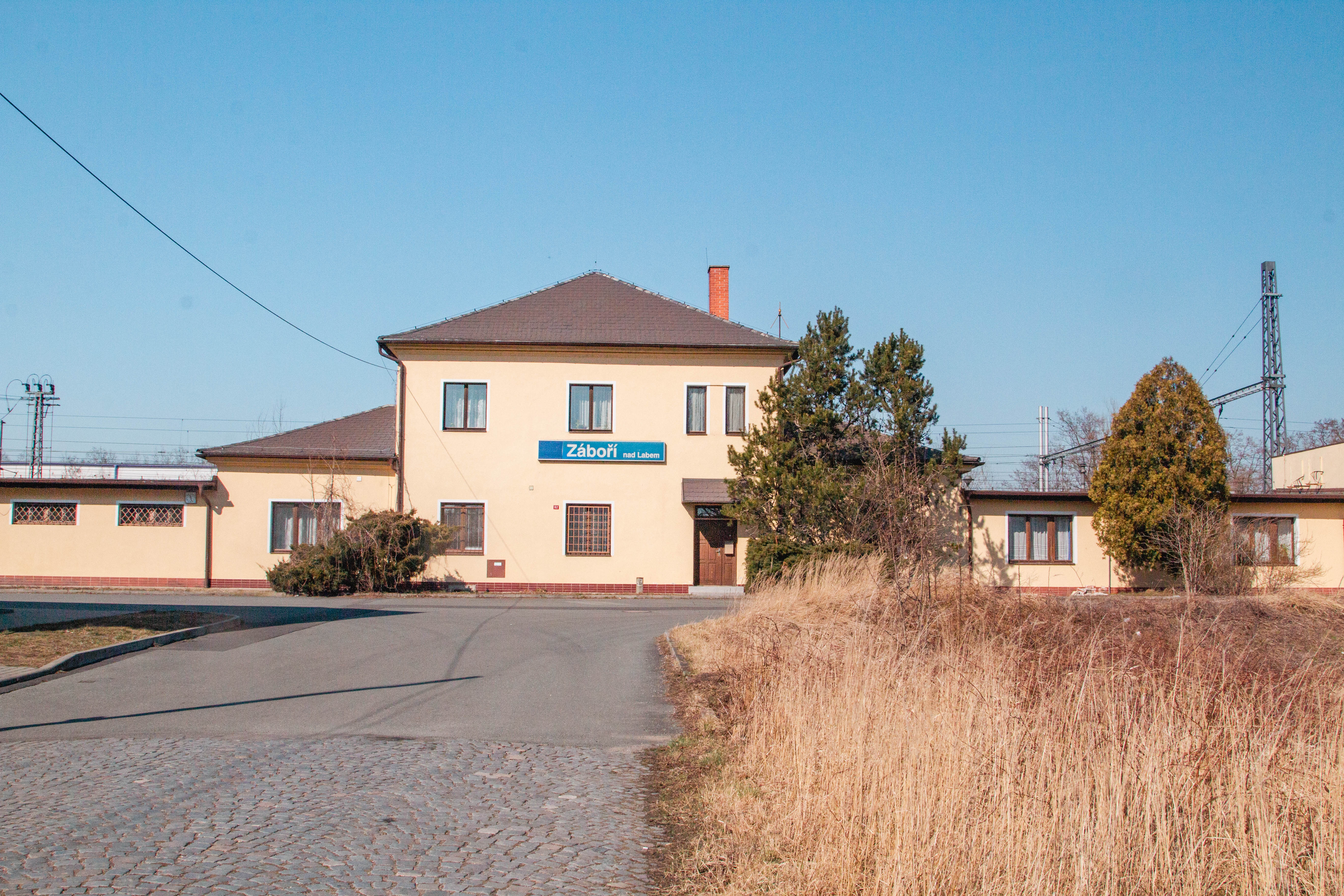
stanice Záboří nad Labem
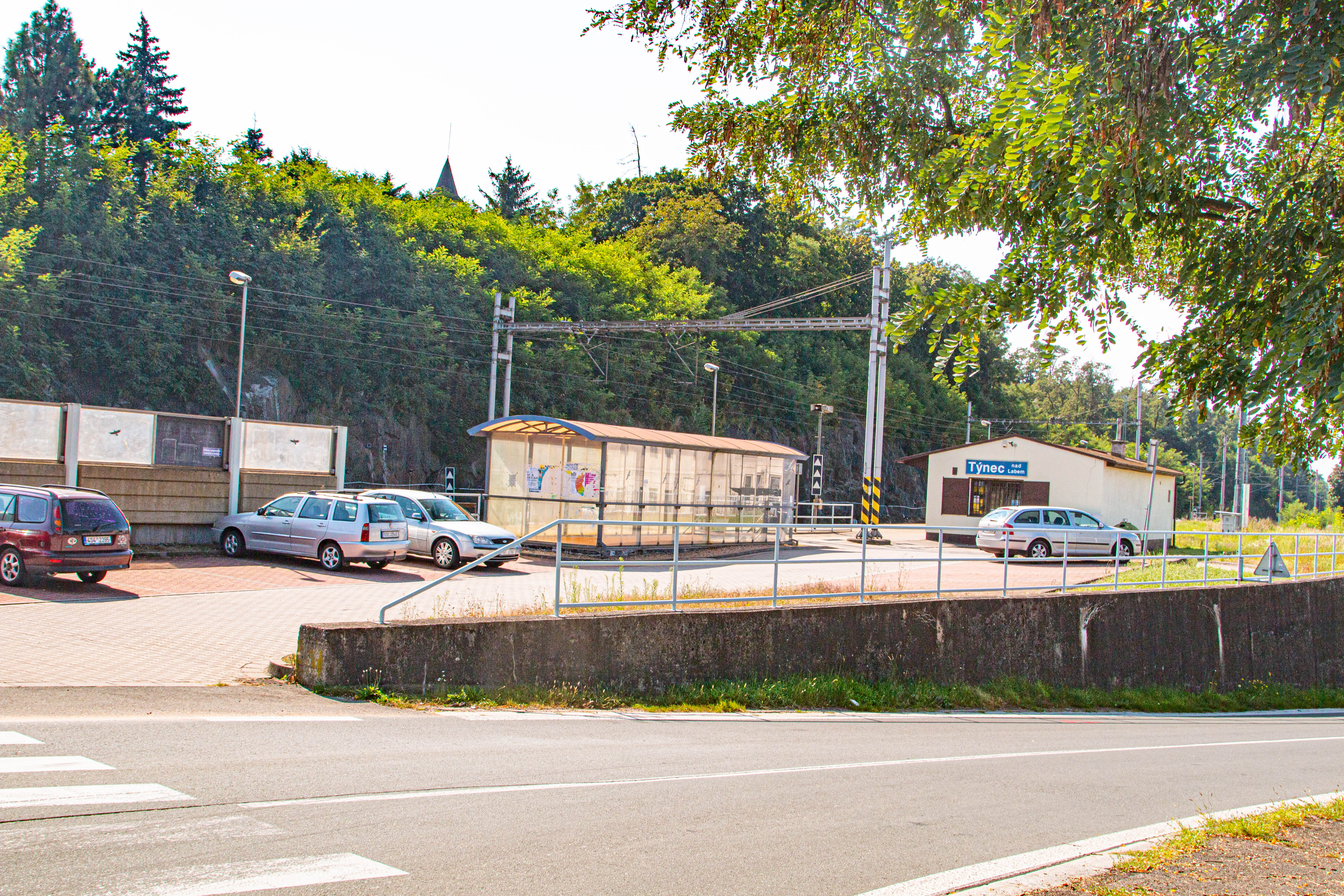
zastávka Týnec nad Labem
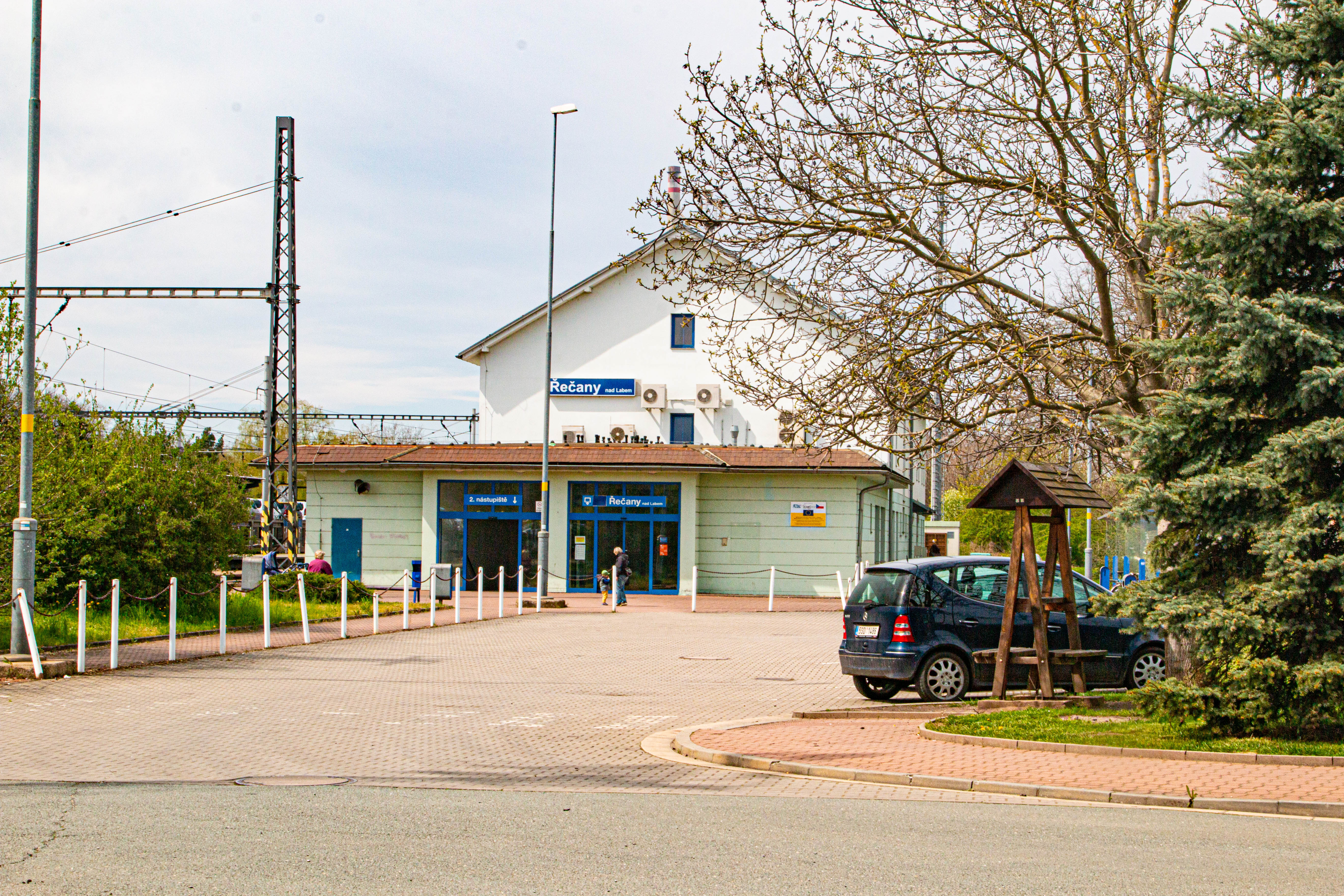
stanice Řečany nad Labem
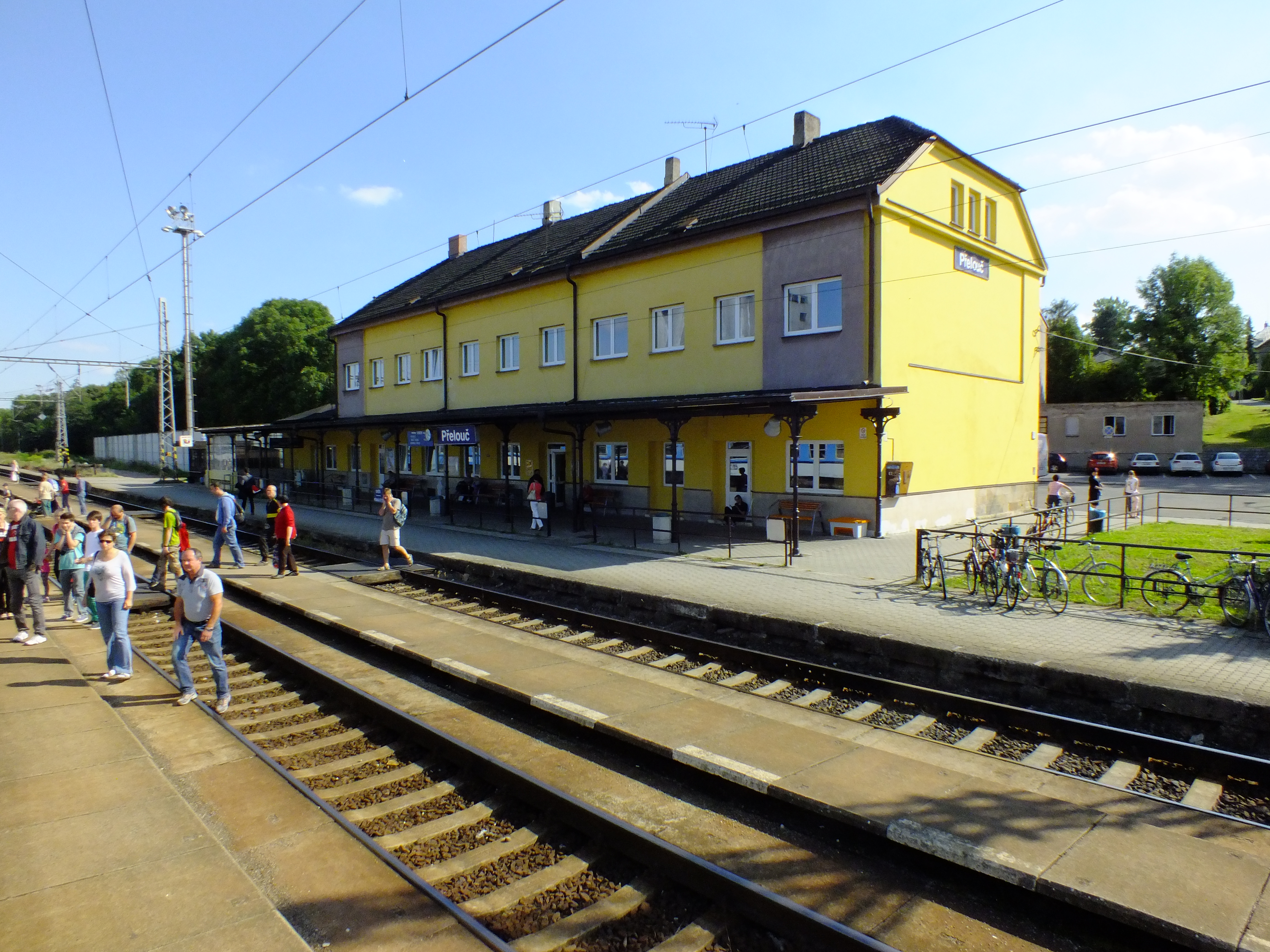
stanice Přelouč
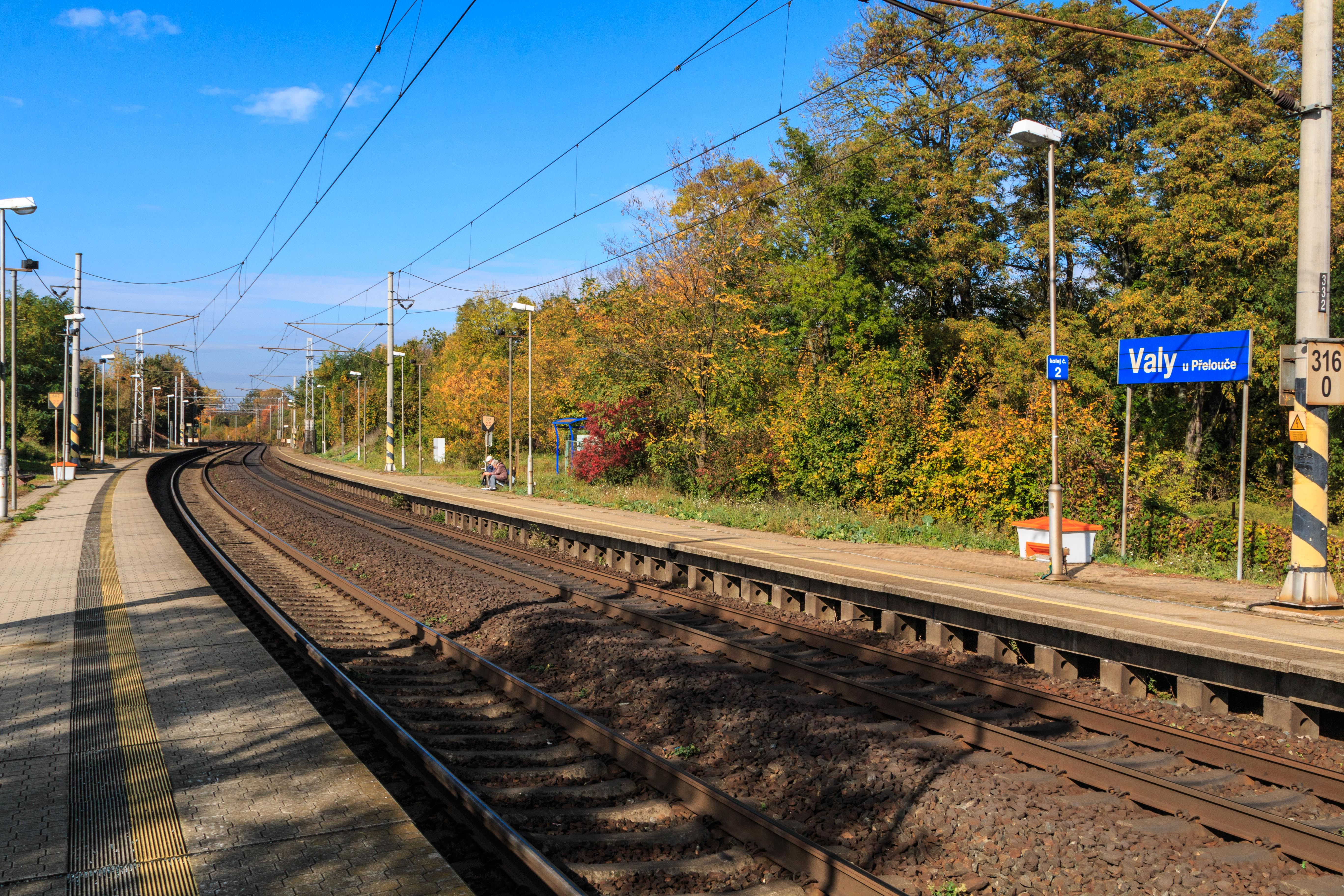
zastávka Valy u Přelouče
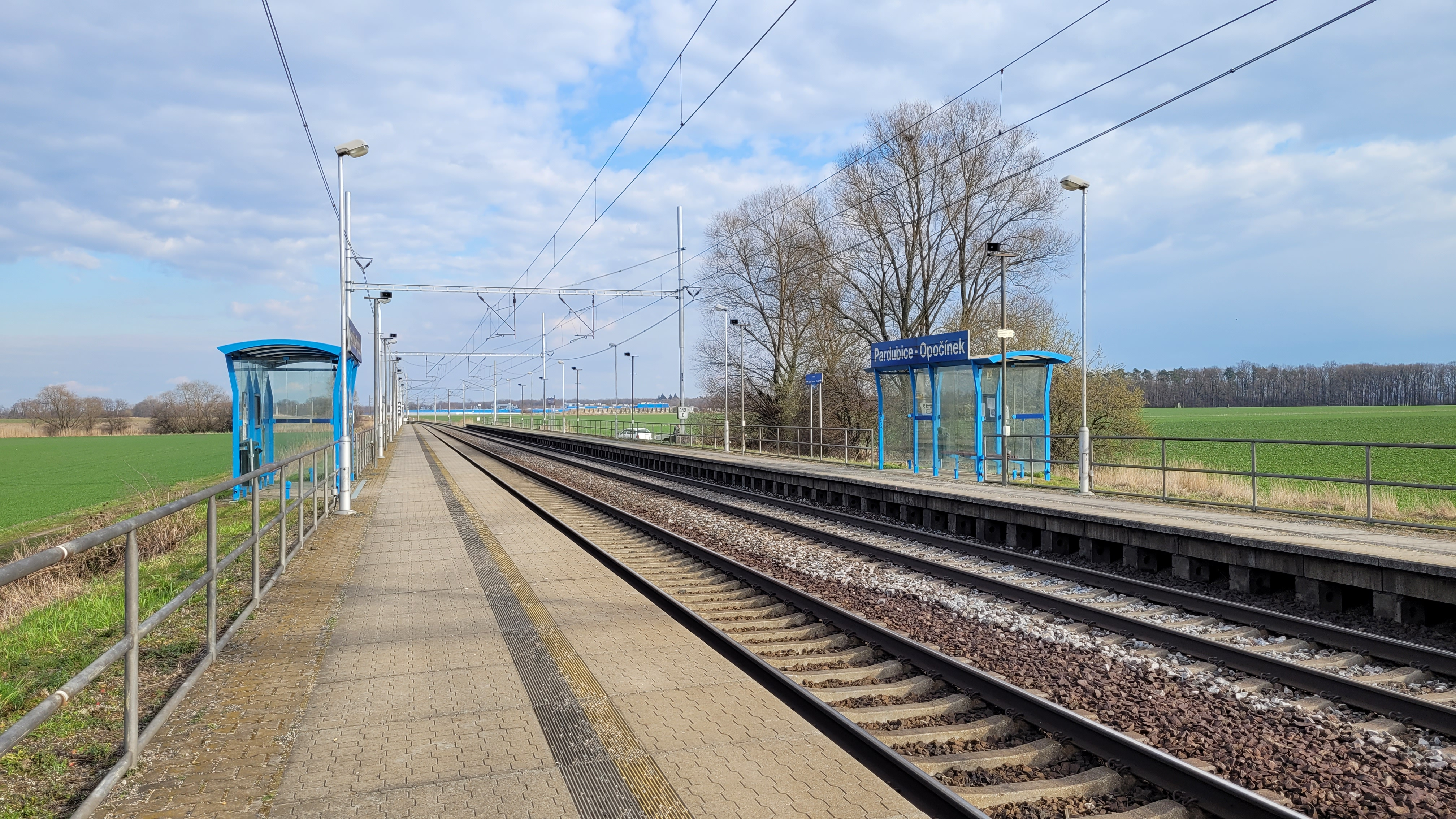
zastávka Pardubice-Opočínek
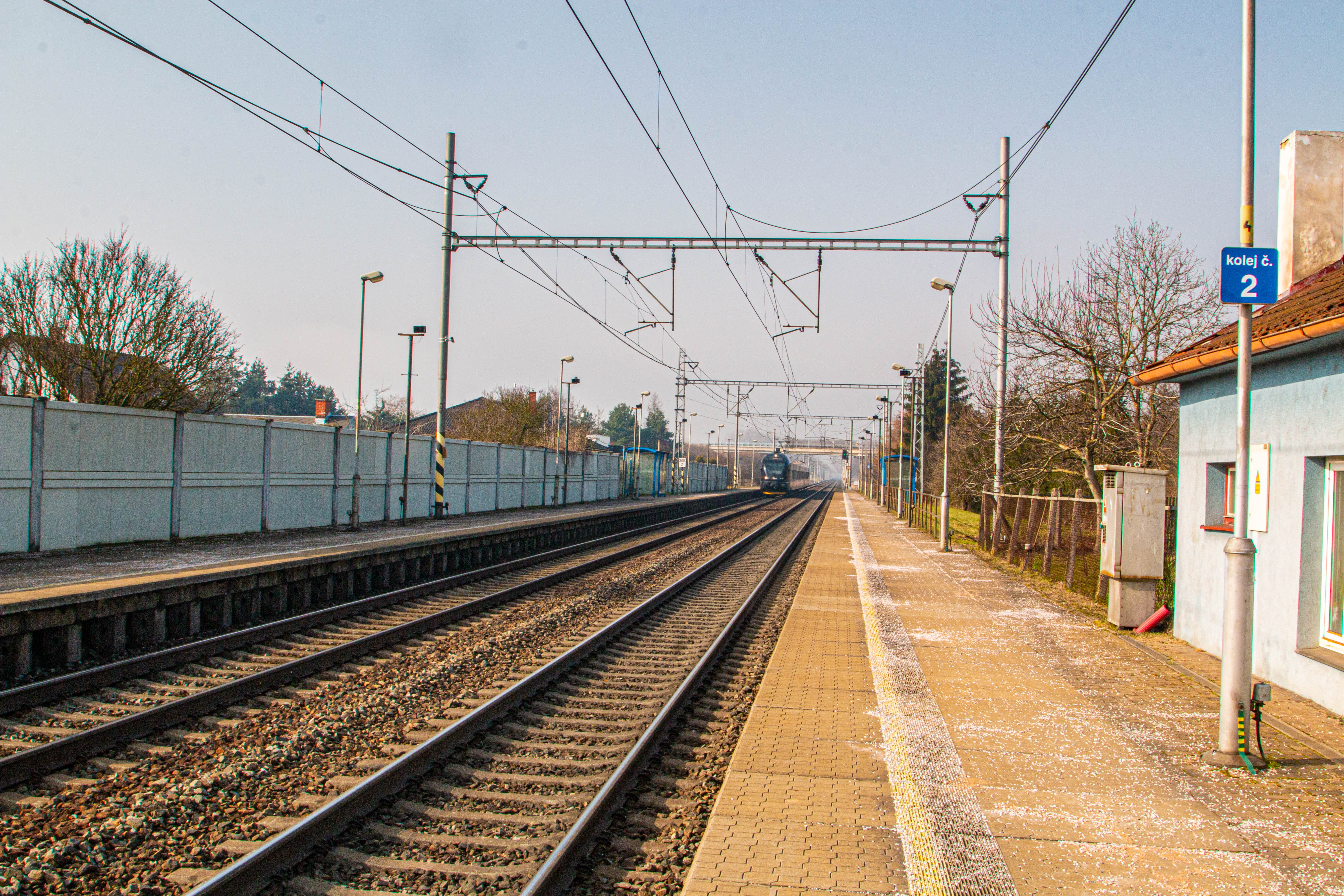
zastávka Pardubice-Svítkov
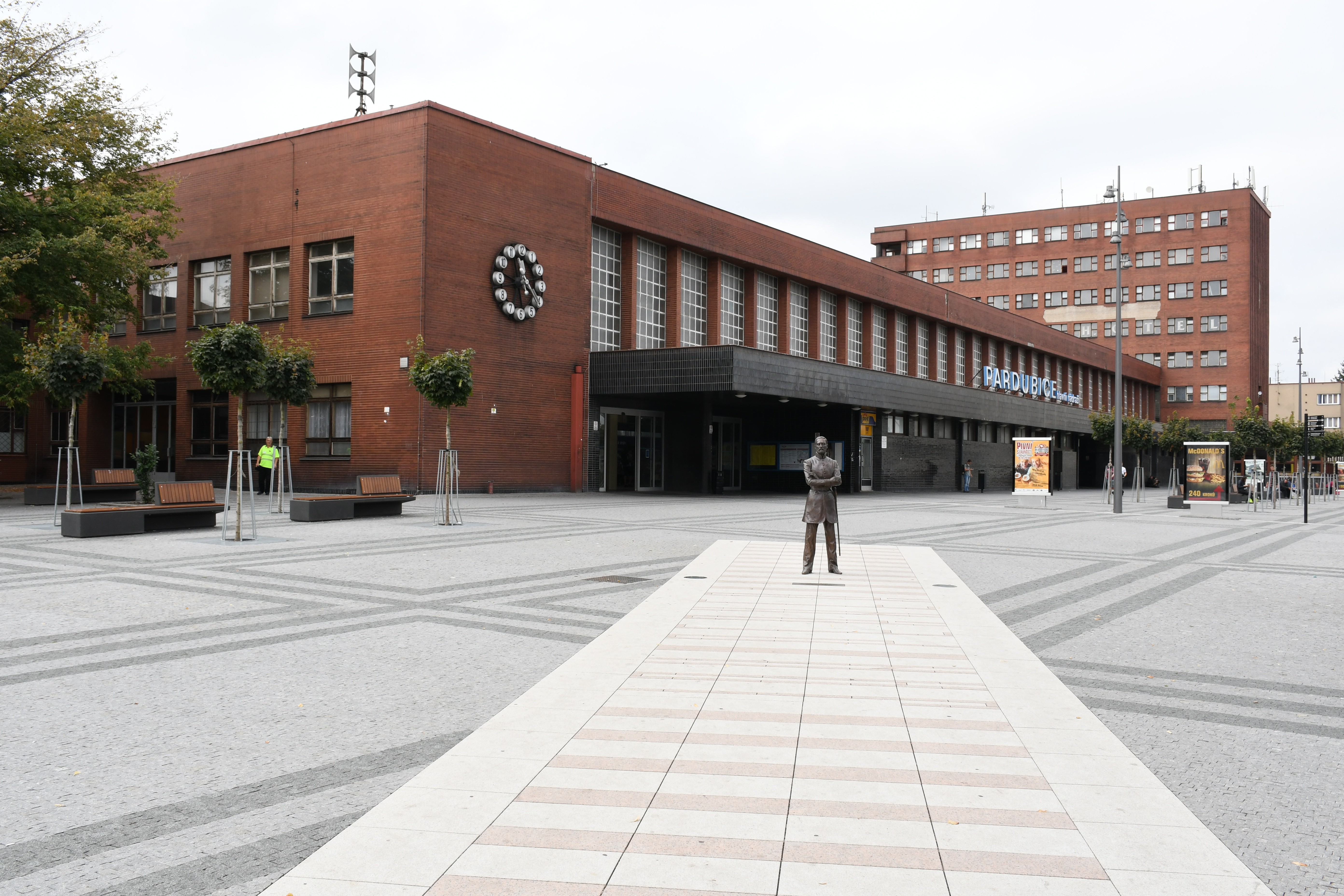
stanice Pardubice hlavní nádraží
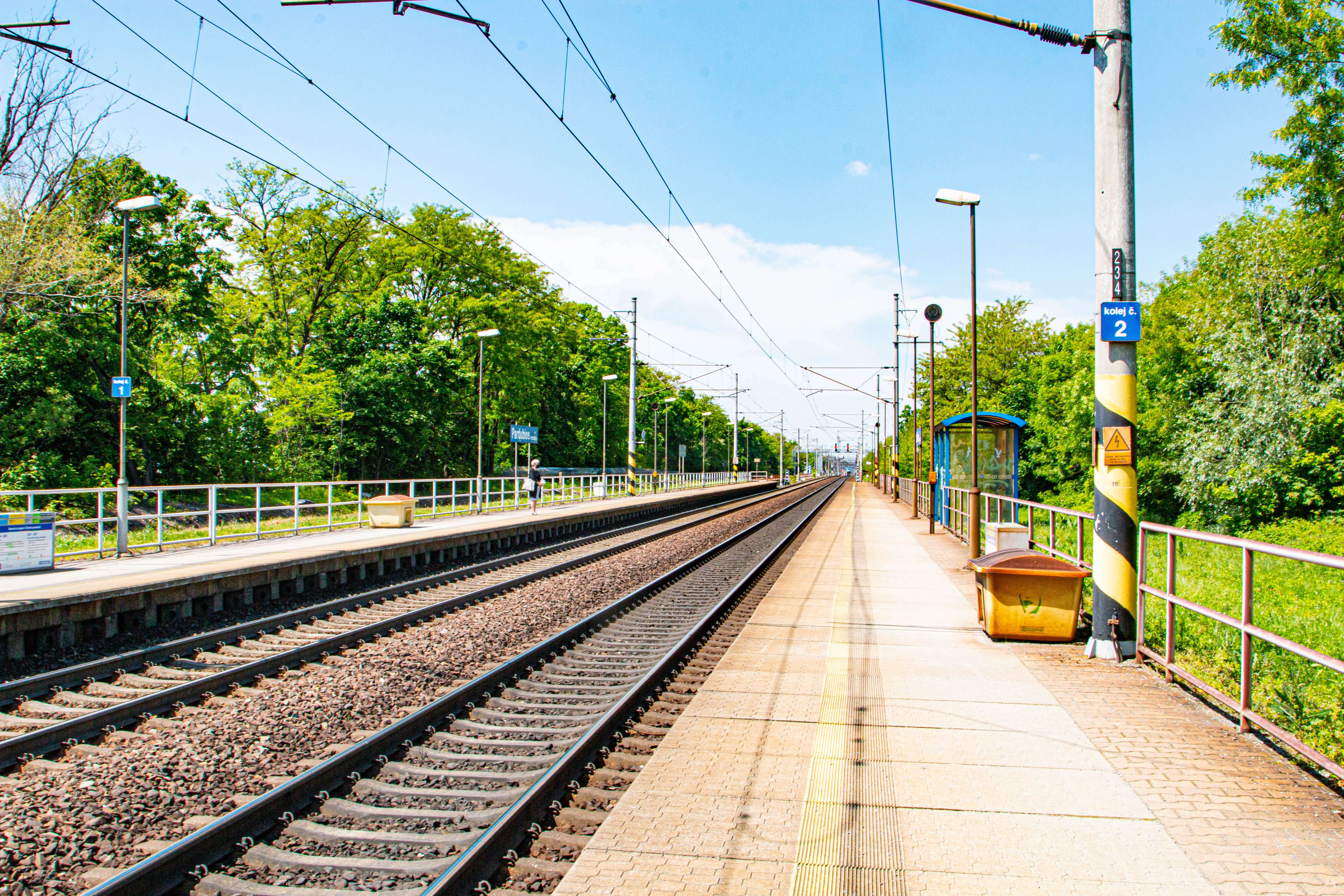
zastávka Pardubice-Pardubičky
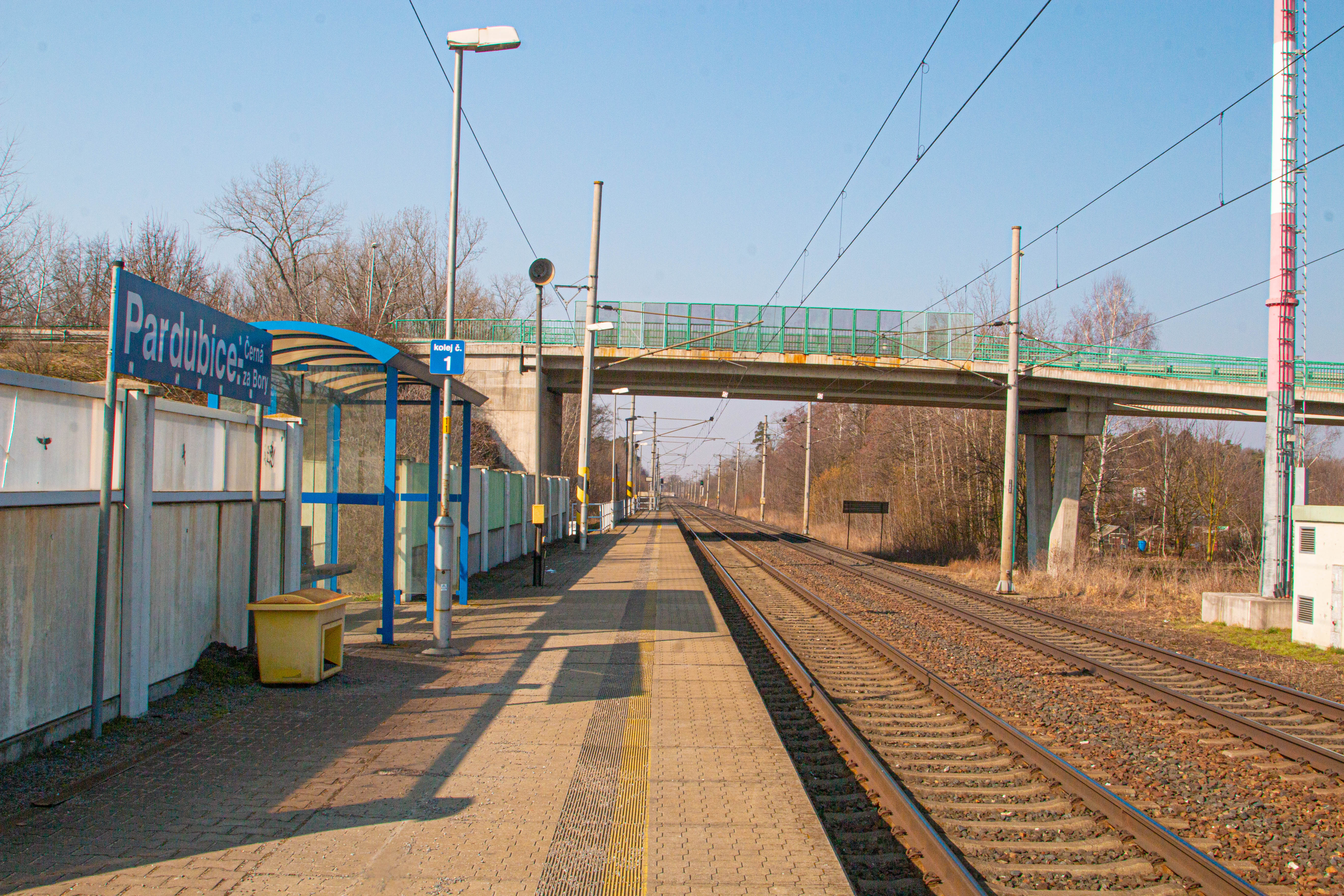
zastávka Pardubice-Černá za Bory
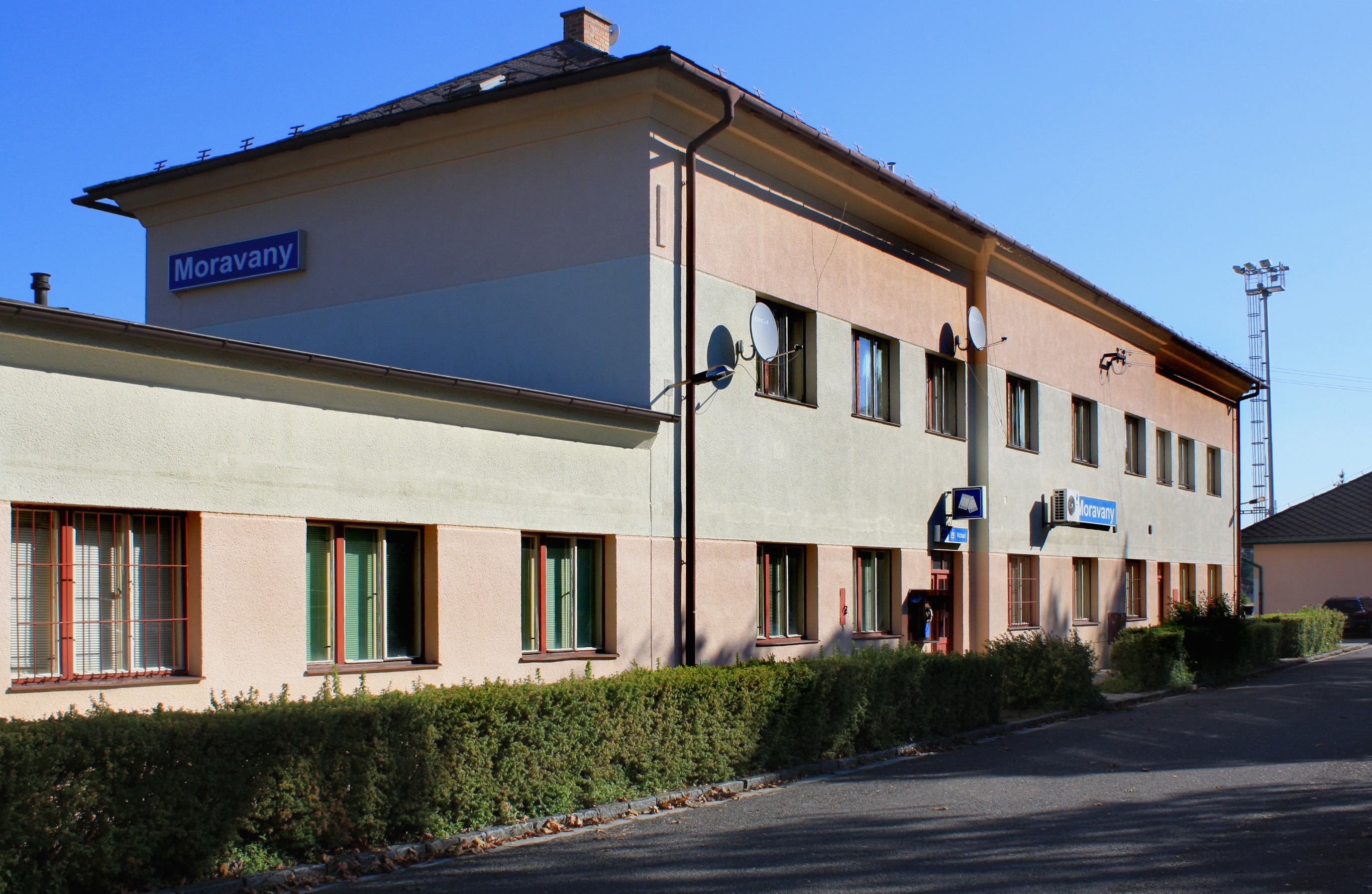
stanice Moravany
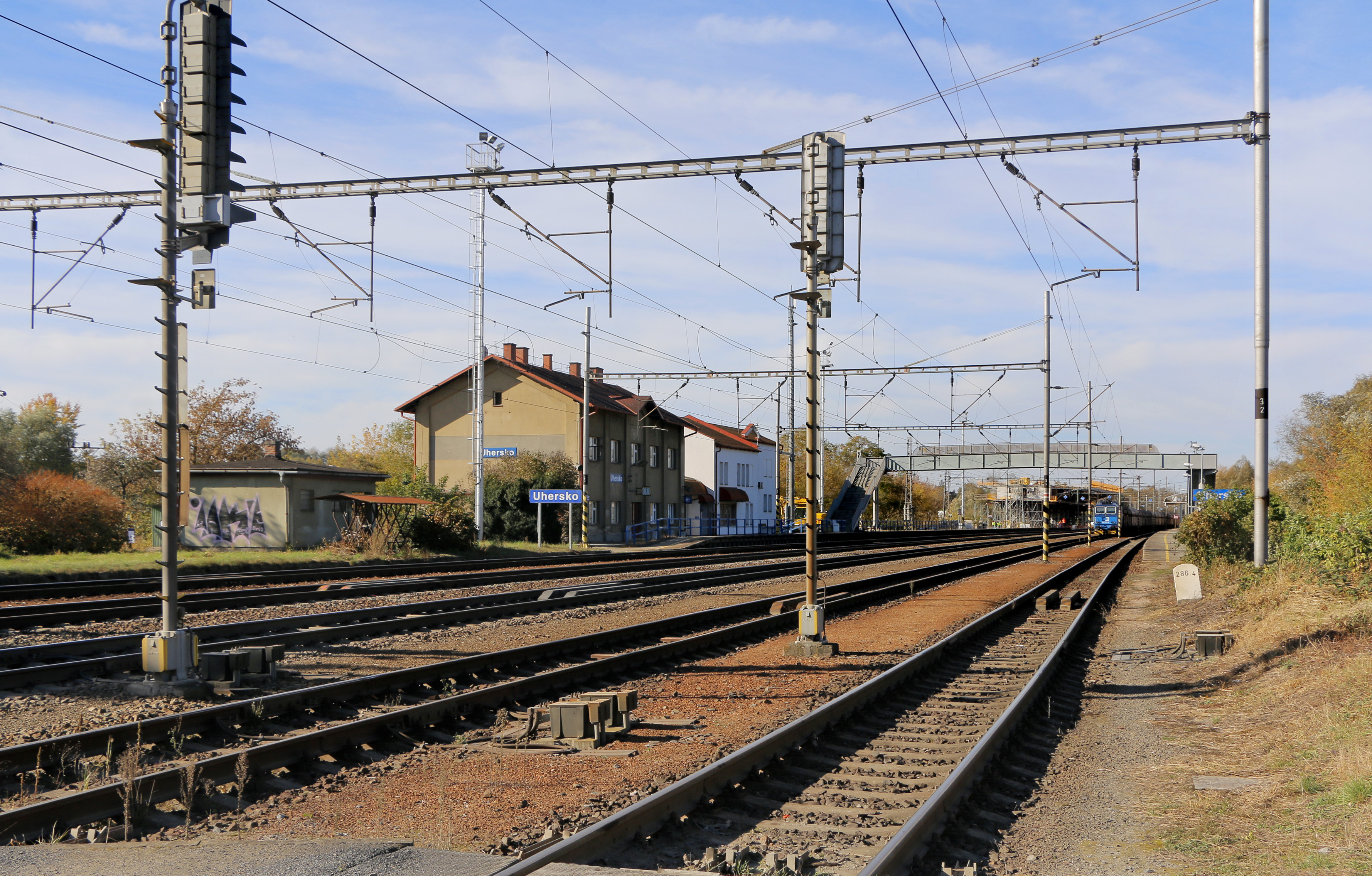
stanice Uhersko
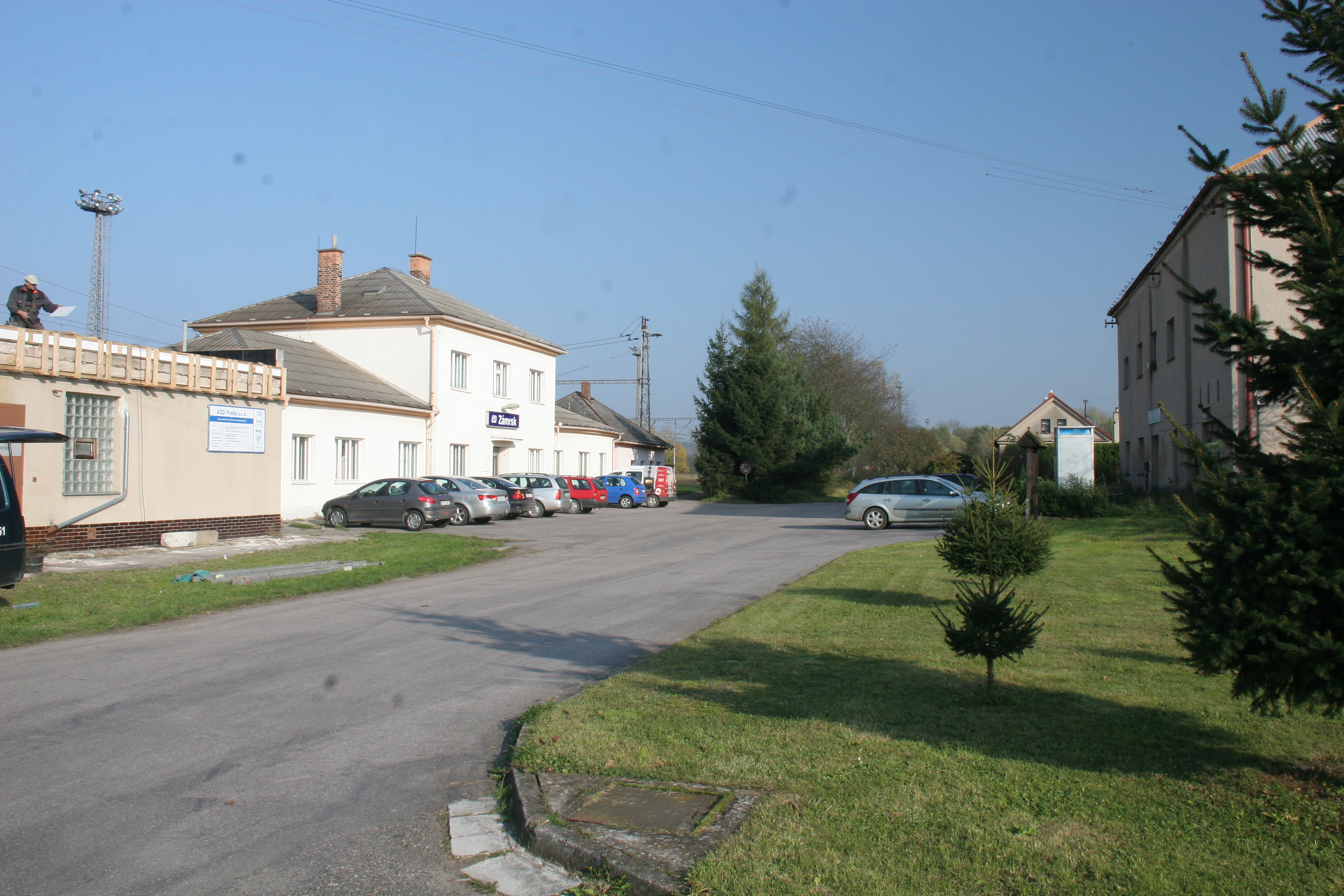
stanice Zámrsk
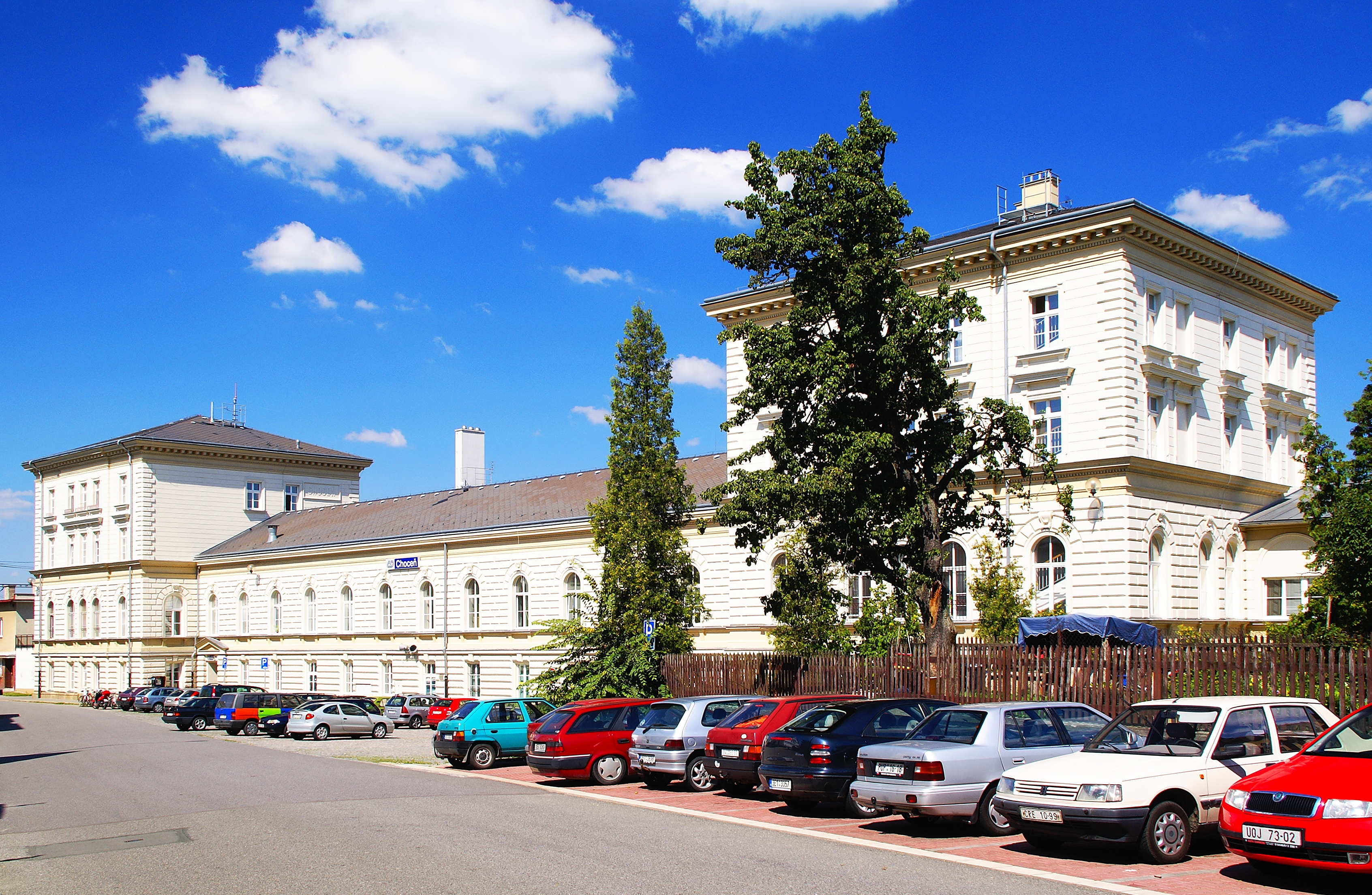
stanice Choceň
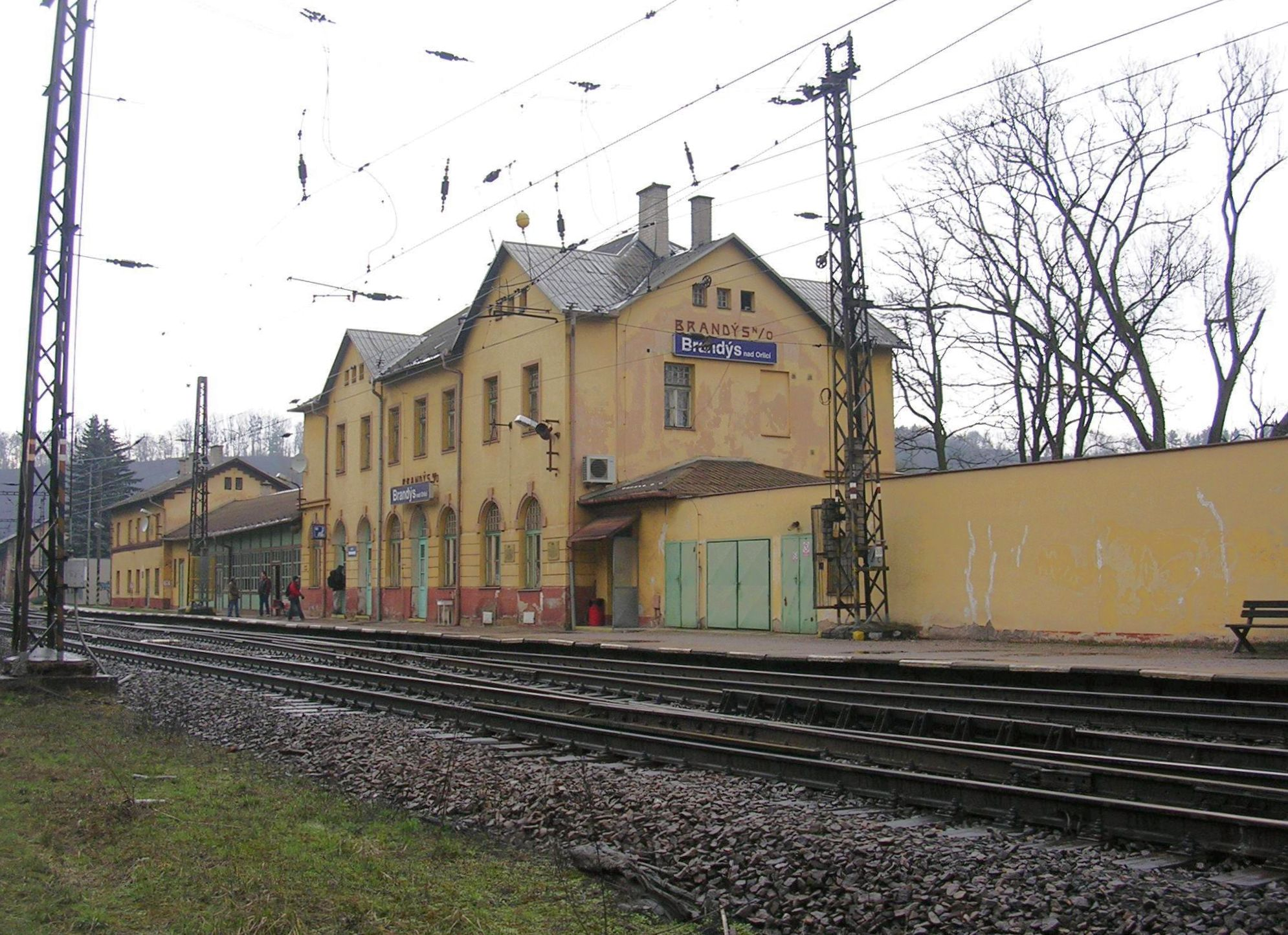
stanice Brandýs nad Orlicí
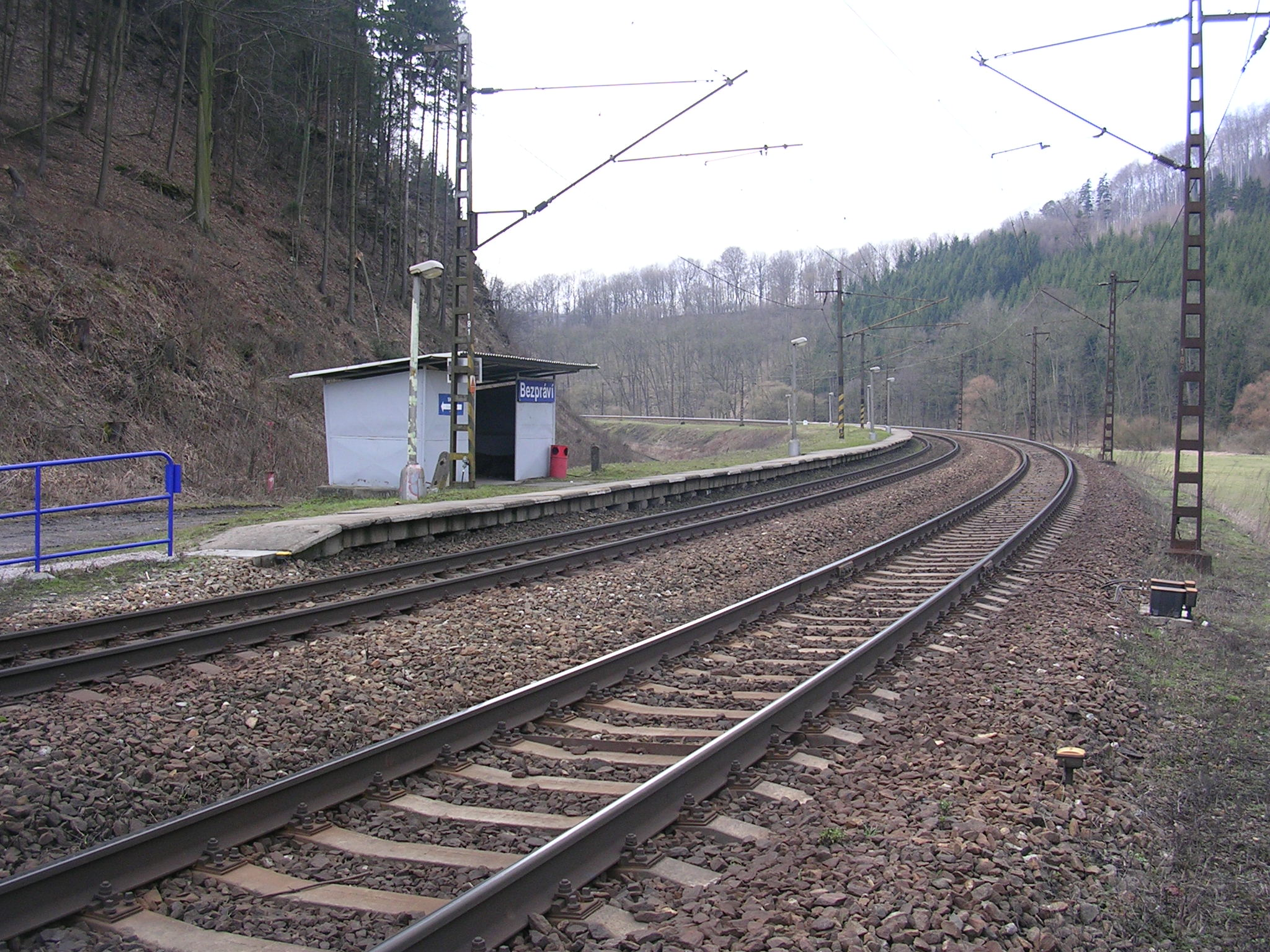
zastávka Bezpráví (zrušena)
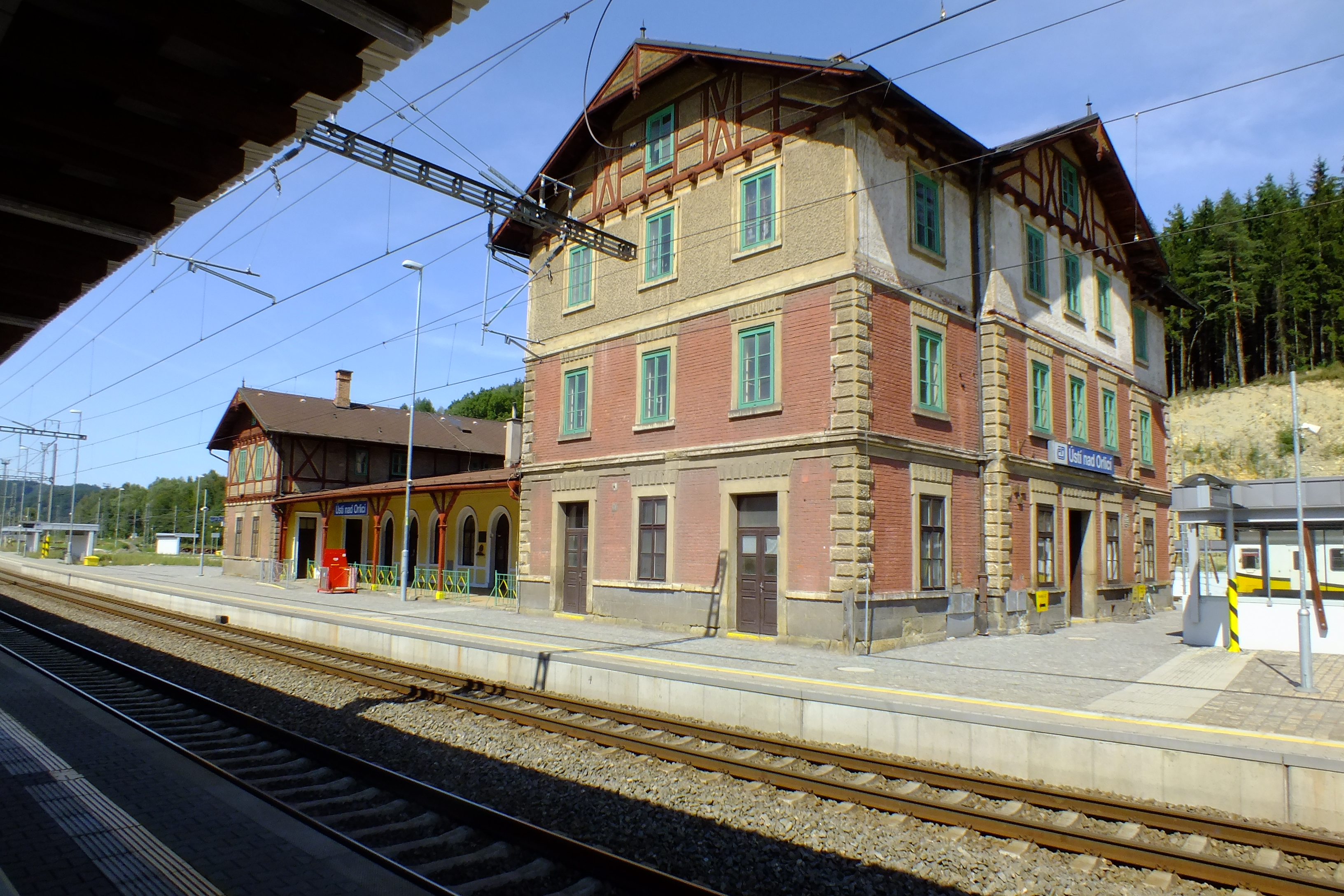
stanice Ústí nad Orlicí
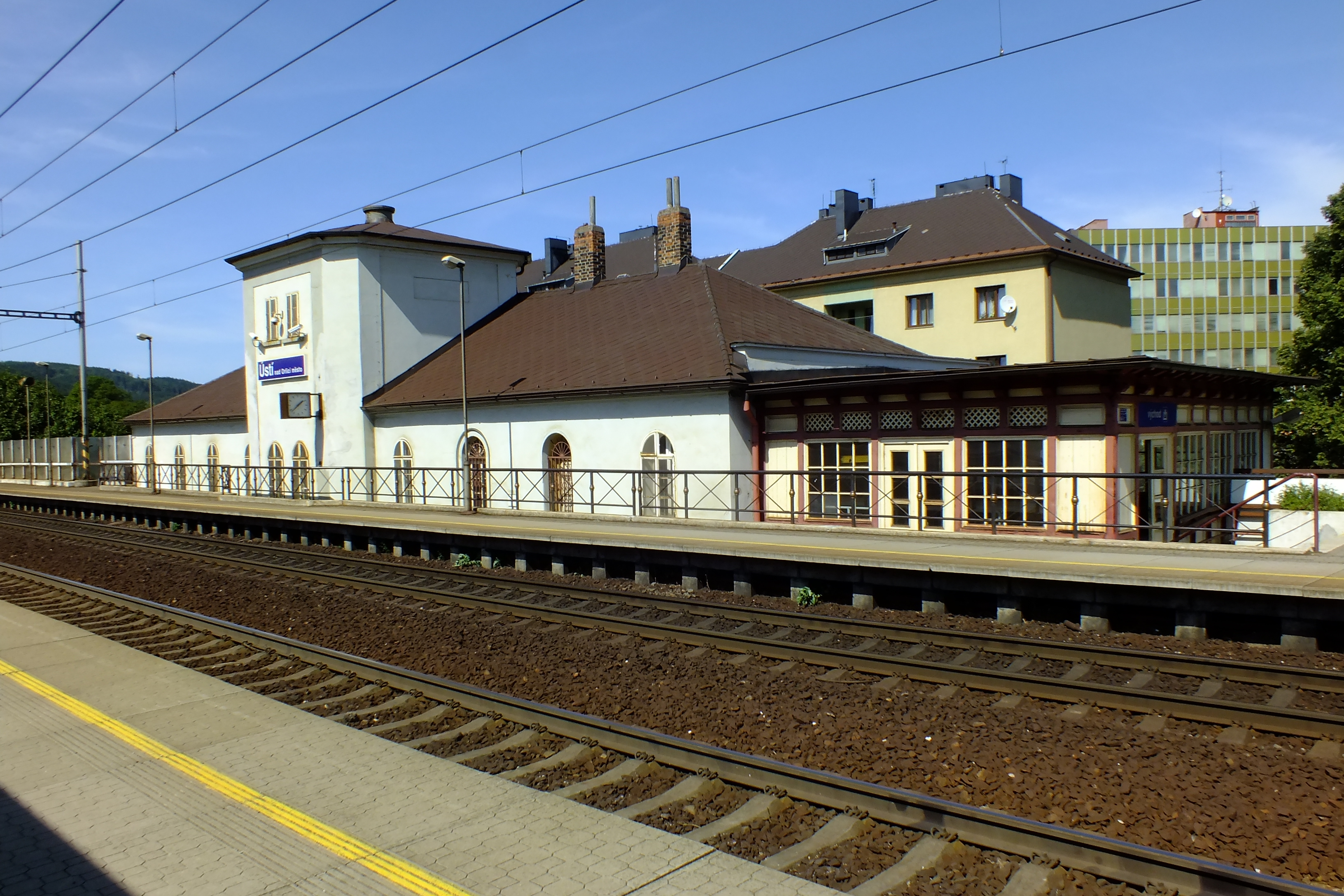
zastávka Ústí nad Orlicí město
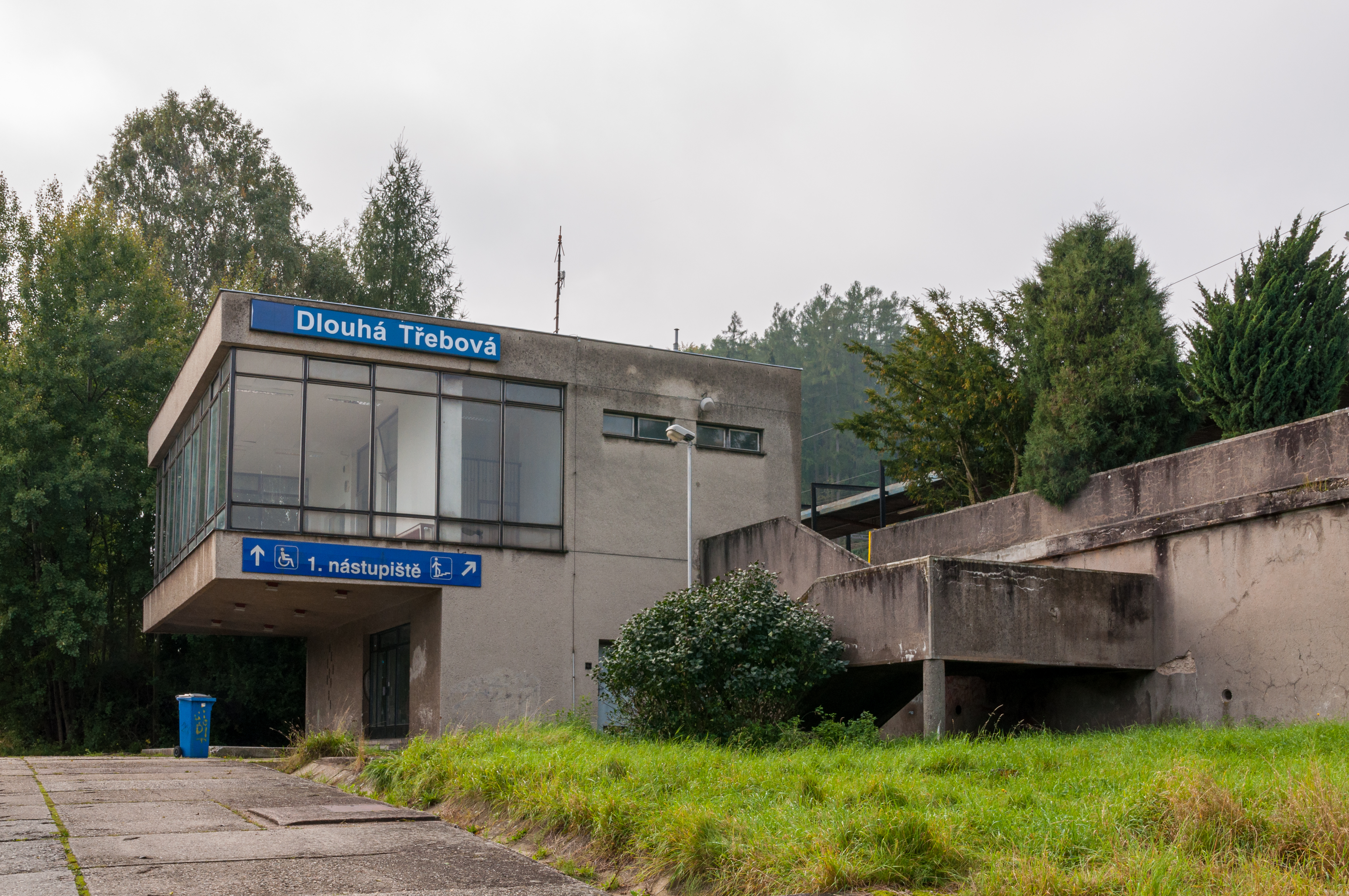
stanice Dlouhá Třebová
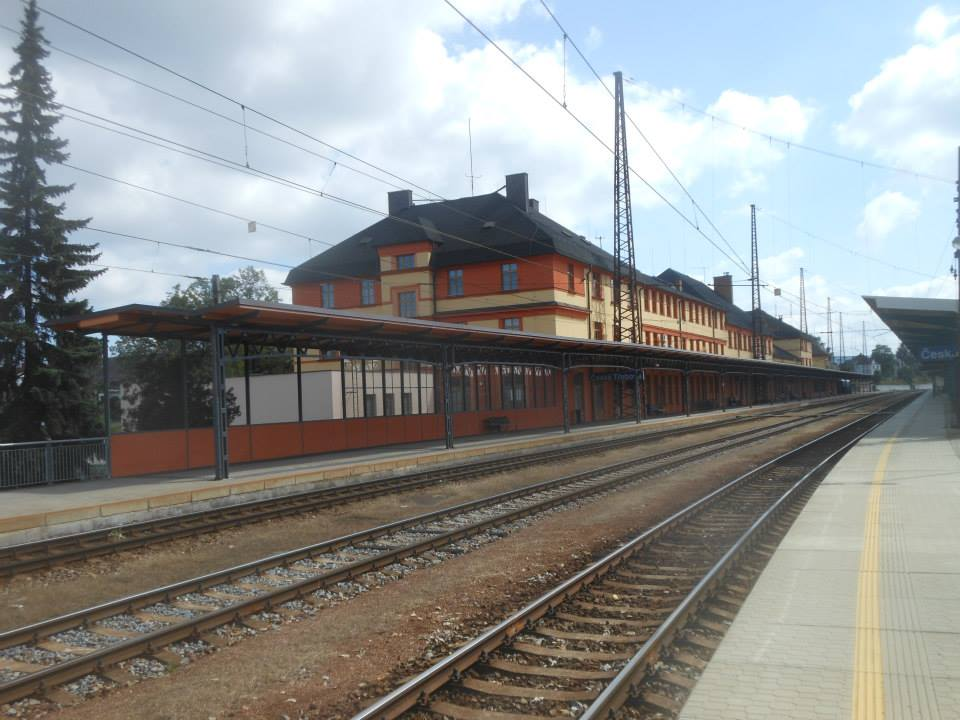
stanice Česká Třebová

## Osobní doprava
Provoz pravidelných osobních vlaků na trati je integrován do systému Pražské integrované dopravy (PID), v úseku Praha – Týnec nad Labem jde o plnou integraci. Linka Praha–Kolín má od prosince 2002 v rámci Metropolitních linií přiděleno označení S1. Od prosince 2010 jezdily ve špičkách pracovních dnů v úseku Praha hl. n. – Úvaly rovněž vlaky linky S7, od prosince 2015 jezdí až do Českého Brodu. Základní interval příměstských vlaků v úseku Český Brod - Kolín je 60 minut, ve špičkách pracovních dnů zde a v úseku Praha – Český Brod celodenně 30 minut, v období provozu linky S7 pak 15 minut.
Zastávkové osobní vlaky jsou mezi Prahou a Kolínem vedeny výhradně elektrickými jednotkami řady 471, dále za Kolínem většinou soupravami soupravami s lokomotivou 162 nebo 163 a řídicím vozem Bfhpvee295, jen několik je vedeno jednotkou 471.
Dálkové vlaky jsou vedeny českými lokomotivami řad 150, 151, 162, 362, 363, 371 a 380, slovenskými lokomotivami 350 či 361, polskými EP09, elektrickými jednotkami 680 a InterPanter a jednotkami Railjet. Dálkové vlaky hrají na této trati hlavní roli. Po trati jezdí všechny vlaky z Prahy na Slovensko, do Maďarska, Polska, Běloruska a Ruska.

## Tarif
Kromě tarifu Českých drah je možné v úseku Praha–Přelouč využít v zastávkových vlacích, spěšných vlacích a rychlících časové a vybrané druhy jednotlivých jízdenek Pražské integrované dopravy. Jednotlivé jízdenky je v úseku Praha–Kolín nutno označit před nástupem do vlaku v automatu umístěném na nástupišti.